# Ein Colt für alle Fälle/Episodenliste
Diese Episodenliste enthält alle Episoden der US-amerikanischen Fernsehserie Ein Colt für alle Fälle, sortiert nach der US-amerikanischen Erstausstrahlung. Ein Colt für alle Fälle umfasst 5 Staffeln mit 113 Episoden.

## Staffel 1
| Nr. (ges.) | Nr. (St.) | Deutscher Titel                | Originaltitel                      | Erstausstrahlung USA | Deutschsprachige Erstausstrahlung (D) | Regie                | Drehbuch                         |
| --- | --------- | ------------------------------ | ---------------------------------- | -------------------- | ------------------------------------- | -------------------- | -------------------------------- |
| 01 | 01        | Die Reise nach Arizona (1)     | The Fall Guy (1)                   | 4. Nov. 1981         | 8. März 1983                          | Russ Mayberry        | Glen A. Larson                   |
| Colts Cousin Howie kommt von der Uni zurück nach Hollywood, um Stuntman zu werden. Colt soll einen alten Freund verhaften, den Countrysänger Joe Walker, welcher seinen Manager niedergeschlagen haben soll. Doch Country Joe missbraucht Colts Vertrauen und taucht unter. Die wirklichen Täter waren die Handlanger seines vermeintlichen neuen Managers, der mit Rauschgift handelt. |           |                                |                                    |                      |                                       |                      |                                  |
| 02 | 02        | Die Reise nach Arizona (2)     | The Fall Guy (2)                   | 4. Nov. 1981         | 8. März 1983                          | Russ Mayberry        | Glen A. Larson                   |
| Colt und Howie machen sich auf die Suche nach Big John Cramer, einem Sheriff aus Arizona, der einen kleinen Jungen überfahren hat. Da ihm die halbe Stadt gehört, können die beiden ihn nicht einfach verhaften. Stattdessen schmeicheln sie ihm erfolgreich mit dem Wunsch, seine Polizeiautos und einen Hubschrauber für einen Hollywoodfilm zu benötigen, und können ihn so nach Los Angeles bringen. Das Auto, in dem die Verfolger von Joe Walker sitzen, nehmen sie per Hubschrauber an einen Haken und setzen ihn auf einem Felsen im Lake Powell (37°03'17"N 111°13'47"W) ab. |           |                                |                                    |                      |                                       |                      |                                  |
| 03 | 03        | Jerry Romes großer Auftritt    | The Meek Shall Inherit Rhonda      | 11. Nov. 1981        | 14. März 1983                         | Sidney Hayers        | Glen A. Larson                   |
| Milton Box hat eine Bank ausgeraubt und die ergaunerten fünf Millionen Dollar seiner Geliebten Rhonda Starr übergeben. Die ist mit dem Schauspieler Jerry Rome nach Puerto Vallarta in Mexiko durchgebrannt und hat Milton an die Polizei verpfiffen. Nun ist er als Kautionsflüchtling auf ihren Spuren, gefolgt von Colt und Howie. Sie tragen Jerry zum Schein die Hauptrolle eines Hollywoodfilms an. Zwar gelingt es ihnen so, Milton einzufangen, doch auch die mexikanische Polizei ist an dem Geld interessiert und muss ausgetrickst werden. Als Jerry das Geld an Colt übergeben soll, wirft er ihn aus dem Flugzeug. Howie fängt ihn mit einem anderen Flugzeug wieder ein. |           |                                |                                    |                      |                                       |                      |                                  |
| 04 | 04        | Charles Niemans Millionen      | The Rich Get Richer                | 18. Nov. 1981        | 11. Apr. 1983                         | Sidney Hayers        | Nick Thiel und David Braff       |
| Der Millionär Nieman ist gegen eine Kaution freigekommen. Die Villa, die dafür als Sicherheit diente, hat er jedoch heimlich verkauft. Colt, der ihm auf den Fersen ist, wird mehrmals von der Privatdetektivin Faulkner behindert, die im Auftrag einer Versicherung tätig ist und erst herausfinden will, wo Nieman sein ergaunertes Bargeld hat, mit dem er flüchten will. Erst auf dem Flugplatz kann er gestoppt werden. |           |                                |                                    |                      |                                       |                      |                                  |
| 05 | 05        | Räuberpistolen                 | That’s Right, We’re Bad            | 25. Nov. 1981        | 28. März 1983                         | Christian I. Nyby II | Mark Jones                       |
| Colt soll Danny Gardner helfen, der für einen Raubüberfall ins Gefängnis soll, mit dem er nichts zu tun hatte. Colt und Howie lassen sich ins Gefängnis einweisen, um dem tatsächlichen Täter namens "Monster" und dessen Kumpan "Rotauge" zu überführen. Als der eingeweihte Gefängnisleiter ins Koma fällt, müssen Colt und Howie mit Monster ausbrechen. Erst mit Hilfe zweier ebenfalls eingeweihter FBI-Agenten und mit einem Trick können sie ihr Ziel erreichen. |           |                                |                                    |                      |                                       |                      |                                  |
| 06 | 06        | Der Rockerchef                 | Colt’s Angels                      | 2. Dez. 1981         | 18. Apr. 1983                         | Frank Beascoechea    | Larry Brody                      |
| Randy Soames ist der Anführer einer Bande von Motorrad-Rockern. Howies erster Versuch, sich als Gasmann auszugeben, misslingt. Daraufhin verkleiden sich Colt, Howie und Jody als Rocker. Nachdem Colt auf dem Motorrad ein paar Tricks gezeigt hat, werden die drei in Randys Bande aufgenommen. Sie locken die Gang in ein verlassenes Dorf, das für Filmaufnahmen gesprengt werden soll und können sie dort unschädlich machen. |           |                                |                                    |                      |                                       |                      |                                  |
| 07 | 07        | Feuer und Flamme               | The Human Torch                    | 9. Dez. 1981         | 9. Juli 1984                          | Daniel Haller        | Nick Thiel                       |
| In Federalsburg soll Colt einen Mann namens Emmet Jackson finden, einen notorischen Brandstifter, und den vermissten Versicherungsagenten namens Robert Simmons, der Jackson gesucht hatte. Colt findet aber zuerst nur Jacksons Grab. Colt und Howie graben den Sarg aus, in dem eine Puppe liegt. Der Bestatter sagt, dass Jacksons Mutter ihn dafür bezahlt hätte, die Puppe beizusetzen. In deren Haus finden Colt und Howie sowohl Jacksons Leiche als auch den angeketteten Simmons. |           |                                |                                    |                      |                                       |                      |                                  |
| 08 | 08        | Träume von Hawaii              | The Japanese Connection            | 16. Dez. 1981        | 2. Mai 1983                           | Jack Arnold          | Janis Hendler                    |
| Colt und Howie suchen auf Hawaii nach den Rio-Brüdern. Diese klauen den Einheimischen Marihuana von den Feldern und kommen dabei mit der japanischen Yakuza in Konflikt, die die Felder beschützt. Die Japaner entführen Jody, um Colt und Howie dazu zu bringen, die Rio-Bruder an sie anstatt an das Gericht auszuliefern. Als Colt das misslingt, fordert er den Anführer der Yakuza zum Duell und besiegt ihn. Die Rio-Brüder fängt Colt auf dem Flughafen wieder ein, wo diese als Frauen verkleidet entkommen wollten. |           |                                |                                    |                      |                                       |                      |                                  |
| 09 | 09        | Kein Weg führt aus Las Vegas   | No Way Out                         | 6. Jan. 1982         | 21. März 1983                         | Bruce Bilson         | David Braff und Ted Lang         |
| Lou von Vegas ist ein verschlagener Spieler, der mit seinem unverschämten Auftreten alle seine Mitmenschen beleidigt. Da sein Erpressungsversuch gegen den Mafiaboss Warren Alexis missglückte, ist sein Leben bedroht. Er kontaktiert deshalb Big Jack, damit ihn Colt und Howie von Las Vegas nach Los Angeles ins Gefängnis bringen. Durch einen Sprung mit dem Auto auf einen Güterzug gelingt ihnen die Flucht. |           |                                |                                    |                      |                                       |                      |                                  |
| 10 | 10        | Unternehmen Kokosnuss, Teil 1  | License to Kill (1)                | 13. Jan. 1982        | 9. Sep. 1985                          | Russ Mayberry        | Glen A. Larson                   |
| Der CIA-Agent Ryker ist auf der Jagd nach dem Terroristen Salem, wird dabei jedoch von der Polizei verhaftet. Da er sich gegenüber Big Jack nicht zu erkennen gibt, will sie Colt zu dessen Überwachung engagieren. Da Colt gerade bei einem missglückten Schlägerei-Stunt verletzt wurde, wird er von Howie vertreten, den Ryker jedoch außer Gefecht setzt. Colt und Howie verfolgen Ryker nach Hawaii, wo sie zwischen die Fronten des Terroristen Salem und mehrerer konkurrierender Agenten gerät, darunter seine Ex-Freundin Bonnie Carlson. |           |                                |                                    |                      |                                       |                      |                                  |
| 11 | 11        | Unternehmen Kokosnuss, Teil 2  | License to Kill (2)                | 20. Jan. 1982        | 10. Sep. 1985                         | Russ Mayberry        | Glen A. Larson                   |
| Der Terrorist Salem plant ein Attentat auf Minardo, den Präsidenten von San Samoa, der gerade zu einem Staatsbesuch auf Hawaii weilt. Bevor dessen Verfolger Ryker von den Salems Leuten erschossen wird, verweist er Colt und Howie an seinen Vertrauten, den FBI-Agenten Bradshaw. Außerdem verdächtigt er Colts Ex-Freundin Bonnie Carlson, mit Salem zusammenzuarbeiten. Als Bonnie die beiden in einem Marinegefängnis arretiert, fliehen sie, verkleidet in weiblichen Offiziersuniformen. Colt kann per Drachenflieger den ebenfalls drachenfliegenden Terroristen zur Landung zwingen. |           |                                |                                    |                      |                                       |                      |                                  |
| 12 | 12        | Harte Pizza                    | Goin’ for It                       | 27. Jan. 1982        | 9. Mai 1983                           | Daniel Haller        | Robert Janes                     |
| Der Stuntman Bates, ein Kollege von Colt, stürzt bei einem Hubschrauber-Stunt ab und wird schwer verletzt. Die Versicherungsagentin Kay Faulkner will deshalb wegen Fahrlässigkeit die Dreharbeiten einstellen lassen, was Colt mit seinem Charme gerade noch verhindern kann. Es stellt sich heraus, dass der Stunt-Techniker Doc Brown mit dem Kriminellen Piet Thomas zusammengearbeitet hat, um gestohlenes Gold in den demolierten Stunt-Autos als Schrott außer Landes zu bringen. |           |                                |                                    |                      |                                       |                      |                                  |
| 13 | 13        | Ozzie und Harold               | The Adventures of Ozzie and Harold | 3. Feb. 1982         | 21. Mai 1984                          | Ron Satlof           | Nick Thiel                       |
| Der schizophrene Müllsammler Ozzie redet permanent mit einem eingebildeten Begleiter, den er Harold nennt. Ozzie ist ein alter Freund von Colt und wird Zeuge eines Mordes der Berufskiller Les und Tom im Auftrag von Pepe Garcia. Colt will gerade eine Drehpause nutzen, um mit Howie und Jody einen Badeurlaub zu machen. Weil Ozzie sowohl von Les und Tom als auch von der Polizei gejagt wird, müssen Colt und seine Freunde ihren Urlaub verschieben. |           |                                |                                    |                      |                                       |                      |                                  |
| 14 | 14        | Kompanie im Pech               | Soldiers of Misfortune             | 10. Feb. 1982        | 22. Nov. 2007                         | Lawrence Dobkin      | David Braff                      |
| Um den militärbegeisterten Kautionsflüchtling Frank Boyce zu finden, melden sich Colt und Howie undercover für eine Ausbildung in einem paramilitärischen Camp an. Dabei treffen sie auf die Journalistin Gail, die sich dort ebenfalls angemeldet hat, weil sie Campchef Denton verdächtigt, tödliche Unfälle vertuscht zu haben. Boyce entpuppt sich als ihr Ausbilder. Erfolgreich entführen sie ihn mit per Jeep, nachdem Colt auf einen verfolgenden Hubschrauber aufspringt und den Piloten kampfunfähig schlägt. |           |                                |                                    |                      |                                       |                      |                                  |
| 15 | 15        | Die sorgenvolle Schwester      | Ready, Aim, Die                    | 17. Feb. 1982        | 16. Mai 1983                          | Peter Crane          | Mark Jones                       |
| Big Jack macht Colt mit Coleen Jones bekannt. Er soll ihren Bruder Lon suchen, einen Spieler, der mehrere Buchmacher ausgetrickst hat, die ihn verfolgen. Mit Hilfe seines Freundes Murph brechen Colt und Howie bei einem Buchmacher ein, um an Informationen zu gelangen. Als Colt herausfindet, dass Coleen mit den Buchmachern gemeinsame Sache macht, trifft sich diese bereits mit Lon zwischen den Festwagen der "Rose Parade", wo Colt und Howie sie festnehmen. |           |                                |                                    |                      |                                       |                      |                                  |
| 16 | 16        | Howie im Ring                  | Ladies on the Ropes                | 24. Feb. 1982        | 30. Mai 1983                          | Daniel Haller        | Nick Thiel                       |
| Eddie Artist trainiert weibliche Catcher, die kurz vor einem Meisterschaftskampf stehen. Er setzt aber sein ganzes Geld auf die Gegner. Dann lässt er sich von seinem Geschäftspartner verklagen, um bei seinen Catcherinnen den Eindruck zu erwecken, er würde erpresst. So sollen sie dazu bewegt werden, dem Meisterschaftskampf absichtlich zu verlieren. Bevor Colt das beweisen kann, muss sich Howie als "Schöner Howard" ebenfalls in den Ring stellen, um an Informationen zu kommen, und wird dabei von "Killer-Taifun" zusammengeschlagen. |           |                                |                                    |                      |                                       |                      |                                  |
| 17 | 17        | Schneetreiben                  | The Snow Job                       | 3. März 1982         | 6. Juni 1983                          | Winrich Kolbe        | Glen A. Larson und Robert Janes  |
| Robin Wilson ist eine frühere Freundin von Colt, die den Politiker Gordon Stevens geheiratet hat, der Senator werden will. Als sie ihn in Aspen mit seiner Sekretärin Wendy im Bett erwischt und fotografiert, lässt er sie vergeblich von seinen Bodyguards verfolgen. Colt, der nebenan mit Dreharbeiten beschäftigt ist, wird von ihr um Hilfe gebeten und geht scheinbar auf das Ansinnen Stevens’ ein, Robin für ihn zu suchen. Von ihr erfährt er, dass Stevens seinen Wahlkampf von einer Glücksspielfirma bezahlen, der er als Gegenleistung die spätere Legalisierung des Glücksspiel versprochen hat. |           |                                |                                    |                      |                                       |                      |                                  |
| 18 | 18        | Ein Mann fiel vom Himmel       | Guess Who’s Coming to Town?        | 17. März 1982        | 28. Nov. 2007                         | Gil Bettman          | Glen A. Larson                   |
| Bei einem Filmstunt passt Howie nicht auf und Colt bricht sich ein Bein. Deshalb übernehmen Howie und Jody den Auftrag von Big Jack, einen kleinen Scheckbetrüger namens John C. Ryder zu finden. Doch der ist Stiefsohn eines führenden Mitglieds der Gemeinde von Lucky Nevada. Jody und Howie landen im Knast und Colt muss ihnen nachfahren. Er gibt sich als gefährlicher Revolverheld aus, gerät aber unfreiwillig in die Villa eines Flugzeugentführers, der vor Jahren über dem Ort mit seiner geraubten Million Dollar schwerverletzt abstürzte und seitdem an eine Maschine angeschlossen dort leben durfte, wofür er sein Geld für den Aufbau einer Tourismusindustrie in der Stadt hergab. John C. Ryder wusste davon, deshalb wurde der Scheckbetrug manipuliert, um seinen Aufenthaltsort herauszufinden und ihn einfangen zu können. |           |                                |                                    |                      |                                       |                      |                                  |
| 19 | 19        | Die Kratzbürste                | Child’s Play                       | 24. März 1982        | 29. Nov. 2007                         | Paul Stanley         | Nick Thiel                       |
| Colt soll Clyde bewachen, der vor Gericht gegen seinen früheren Mafiaboss Mr. Graham aussagen will. Doch dessen zwei Mitganoven sollen das verhindern und verwüsten Clydes Wohnung. Colt und Howie treffen dort auf Clydes frühreife und kratzbürstige kleine Tochter, die ihren Vater bei dessen früheren Betrügereien unterstützt hatte und deren fotografisches Gedächtnis die Beweise für den Fall ihres Vaters aufbewahrt. |           |                                |                                    |                      |                                       |                      |                                  |
| 20 | 20        | Mein Freund Charlie            | Charlie                            | 7. Apr. 1982         | 13. Juni 1983                         | Daniel Haller        | David Braff                      |
| Colt und Howie sind mit Jody und Big Jack in Reno auf einem Treffen von Stuntmännern und -frauen. Seine ehemalige Partnerin Charlie Hefferton will dort ihren Bruder Mel treffen, der jedoch von Lance Roscoe, dem Sohn des Mafiabosses Tony, und seinen Männern gesucht wird. Colt unterstützt Charlie, woraufhin Jody von Lance’ Leuten entführt wird. Colt findet Mel im Nachtclub seiner Freundin. Nach einer Verfolgungsjagd per Pferdekutsche werden die Ganoven gefangengenommen. |           |                                |                                    |                      |                                       |                      |                                  |
| 21 | 21        | Tausend Tricks in Mexico       | Three for the Road                 | 14. Apr. 1982        | 6. Aug. 1984                          | Bruce Bilson         | Lou Shaw                         |
| Bei einem Juwelenraub lenkt die junge blonde Jinx Holliday im Bikini die Angestellten ab und wird festgenommen. Colt soll sie überwachen, während sie gegen Kaution auf freiem Fuß ist. Wie in Episode 12 trifft er auf die Versicherungsagentin Kay Faulkner, die Jinx zur Flucht verhilft, um über sie an die Täter heranzukommen – und damit an die Juwelen. Colt muss gegen seinen Willen mit Kay zusammenarbeiten, wobei beide sich gegenseitig mit Schlafmittel betäuben. Jinx, die in einen der Täter verliebt ist, wird von diesem als Geisel missbraucht, bis Colt sie durch den Sprung von einem Helikopter ins Fenster befreien kann. |           |                                |                                    |                      |                                       |                      |                                  |
| 22 | 22        | Falsche Töne                   | The Silent Partner                 | 28. Apr. 1982        | 25. Juni 1984                         | Tom Connors          | Larry Brand und Rebecca Reynolds |
| Der Countrymusiker Robert Matthews, hat seinen früheren Bandpartner Keith Tippet im Streit schwer verletzt. Robert bringt seinen einfach gestrickten Fahrer Duane Smith dazu, die Tat zu gestehen. Als Tippet stirbt, wird die Kaution widerrufen und Duane verschwindet von der Bildfläche. Colt und Howie werden von Duanes Freundin Dixie James zunächst in ein Löwengehege gelockt, finden dann aber deren Unterstützung. Als Robert den nunmehr lästigen Duane per Brandstiftung umbringen will, kann das erfolgreich verhindert werden. |           |                                |                                    |                      |                                       |                      |                                  |
| 23 | 23        | Fünf-Millionen-Missverständnis | Scavenger Hunt                     | 5. Mai 1982          | 25. Nov. 1985                         | Cliff Bole           | Lou Shaw                         |
| Joe Edwards, der wegen des Diebstahls von fünf Millionen Dollar im Gefängnis saß, wird entlassen. Ein Geheimdienstmann, der den Verbleib des Geldes ermitteln will, holt ihn mit gezogener Pistole ab. Also prügelt Joe auf einen Polizisten ein, um wieder festgenommen zu werden. Auf der Wache kommt er mit Howie in eine Zelle, den er um Hilfe bittet. Howie, beeindruckt von Joes hübscher Tochter June, willigt ein. Junes verstorbene Mutter Rose Butterworth erweist sich als ehemalige Chefin eines noch immer existierenden Bordells, in dem sich mehrere antike Wertgegenstände finden, die Rose von den 5 Millionen Dollar gekauft hatte. |           |                                |                                    |                      |                                       |                      |                                  |

## Staffel 2
| Nr. (ges.) | Nr. (St.) | Deutscher Titel                     | Originaltitel                              | Erstausstrahlung USA | Deutschsprachige Erstausstrahlung (D) | Regie             | Drehbuch                                     |
| --- | --------- | ----------------------------------- | ------------------------------------------ | -------------------- | ------------------------------------- | ----------------- | -------------------------------------------- |
| 24 | 01        | Die brasilianische Gräfin           | Bail and Bond                              | 27. Okt. 1982        | 12. März 1984                         | Bruce Bilson      | Bill und Jo LaMond                           |
| Marnie Greer will in Rio de Janeiro fünf Millionen Dollar waschen lassen. Ihr Komplize Sands wird von Gräfin Witti, der Geldwäscherin, und ihrem Butler Frank ermordet, bevor diese bemerken, dass Sands das Geld gar nicht bei sich hat. Colt und Howie, die gerade einen James-Bond-Film drehen, und von Terri mit der Suche nach Marnie Greer beauftragt wurden, werden von der brasilianischen Polizei gefangengenommen und erpresst, um mit ihrer Hilfe den Geldwäschern auf die Spur zu kommen. |           |                                     |                                            |                      |                                       |                   |                                              |
| 25 | 02        | Verführerische Diebe                | The Ives Have It                           | 3. Nov. 1982         | 27. Feb. 1984                         | Paul Stanley      | Glen A. Larson und Lou Shaw                  |
| Die gutaussehende Shauna Ives wird bei einem Einbruch in die Villa von Mr. Hardy von der Polizei verhaftet. Für 50.000 Dollar Kaution kommt sie frei, verschwindet aber nach Aruba. Colt und Howie fliegen auf Terris Bitte auch dorthin, benötigen aber dann auch noch Jody als Lockvogel-Unterstützung. Es stellt sich heraus, dass Mr. Hardy ein professioneller Erpresser ist, der vom Geld seiner Opfer lebt. Shauna ist eine Privatdetektivein im Auftrag seiner Opfer und gemeinsam mit ihrer Zwillingsschwester Kitty gibt sich als Killer aus, der Hardy ermorden will, und kann Hardy so zur Herausgabe seiner Erpressungsfilme bewegen. |           |                                     |                                            |                      |                                       |                   |                                              |
| 26 | 03        | Wehe, wenn sie losgelassen – Teil 1 | Colt’s Outlaws                             | 10. Nov. 1982        | 2. Juli 1984                          | Paul Stanley      | Larry Brody                                  |
| Colt, Howie und Jody feiern den Abschluss eines Filmdrehs mit Wild Dan Wilde, der Colt einst zu seinem Job als Stuntman verholfen hatte. Als der dortige Bürgermeister, John P. Littlefield, einen unliebsamen Gegner ermorden lässt, wird Dan vom korrupten Sheriff verhaftet, um ihm den Mord an Phil Renault in die Schuhe zu schieben. Colt gelingt es, viele Stuntmans zusammenzurufen, die mit Dan zusammengearbeitet hatten. Als Biker-Gang verkleidet randalieren sie in der Stadt und befreien Dan, ohne dass die Polizisten sie einfangen können. Colt findet eine junge Kellnerin namens Mary Walker, die den Mord beobachtet hatte, und kann sie als Zeugin gewinnen. |           |                                     |                                            |                      |                                       |                   |                                              |
| 27 | 04        | Wehe, wenn sie losgelassen – Teil 2 | Colt Breaks Out                            | 10. Nov. 1982        | 20. Jan. 2015                         | Daniel Haller     | Larry Brody                                  |
| John P. Littlefield, der verbrecherische Bürgermeister, ruft seinen Freund Andrew Stonewall Hamilton an, der Chef der hiesigen Nationalgarde ist. Mit deren Hilfe wird die komplette Biker-Gang festgesetzt, die Colt zusammengerufen hatte, darunter auch Howie und Jody. Nur Colt, Mary und Dan konnten entkommen. Für die Freilassung von Colts Freunden verlangt der Bürgermeister die Rückkehr von Mary, da ihm diese als Mordzeugin gefährlich werden kann. Colt leiht sich mit einem Trick von der Nationalgarde einen Panzerwagen, mit dem er den Eingang des Gefängnisses niederwalzt und seine Freunde befreit. Der Bürgermeister, der Colt mit einem Helikopter verfolgt, kann von Colt festgesetzt werden. |           |                                     |                                            |                      |                                       |                   |                                              |
| 28 | 05        | Eine Affenkarriere                  | Mighty Myron                               | 17. Nov. 1982        | 16. Apr. 1984                         | Cliff Bole        | Mark Jones                                   |
| Der Dompteur Ed Catcher wird dabei erwischt, als er Juwelen aus einem Raub verhökern will. Da er sich trotz Kaution nicht meldet, sollen ihn Colt und Howie suchen. Doch bevor sie ihn finden, wird er getötet, angeblich von seinem eigenen, an Tollwut erkrankten Orang-Utan. Obwohl der Affe Howie zunächst beißt, stellt sich heraus, dass er friedfertig und gesund ist und die Tat nicht begangen haben kann. Die Juwelen allerdings hat er tatsächlich geraubt, und zwar unter Anleitung des Muskelmanns Hugo und dessen Geliebter Braina. Der Affe hat die Edelsteine allerdings so gut versteckt, dass sie bis zum Schluss unauffindbar bleiben. |           |                                     |                                            |                      |                                       |                   |                                              |
| 29 | 06        | Zug um Zug                          | Reluctant Traveling Companion              | 24. Nov. 1982        | 5. März 1984                          | Michael O’Herlihy | Robert Earll                                 |
| Christina Smith ist eine wegen Finanzbetrugs festgenommene Kriminelle, die Colt aus Philadelphia nach Los Angeles zum Gerichtstermin bringen soll. Da sie sich weigert, mit dem Flugzeug mitzukommen, müssen beide den Zug nehmen. Im Nachbarabteil sitzt Richard Burton, der den Text für seinen nächsten Film lernen will. Als die schlagkräftige und widerspenstige Christina Colt zu entwischen versucht, kann er sie nur dadurch vor zwei Killern beschützen, indem er diese nacheinander während der Fahrt aus dem Zug wirft. Christina war durch ihre Finanzmanipulationen dem Betrüger Collins auf die Spur gekommen, der sie deshalb töten will. Bei der Ankunft in L.A. will er das schließlich selbst erledigen, wird aber von Colt ausgeknockt. |           |                                     |                                            |                      |                                       |                   |                                              |
| 30 | 07        | Wer anderen eine Grube gräbt        | A Piece of Cake                            | 1. Dez. 1982         | 26. März 1984                         | Bruce Bilson      | Burton Armus                                 |
| Swifty Leonard ist ein alter Spieler, den Colt von New York nach Los Angeles bringen soll. Dabei kommt Colt dem vor dem Ruhestand stehenden Captain Finley in die Quere, der auf der Spur des Waffenhändlers Nick Trainer war. Finley nimmt Colt gefangen, damit dieser ihm gegen Trainer hilft. Colt holt Howie zu Hilfe, der Trainer beim Fremdgehen fotografiert und danach vom Hochhaus auf Colts fahrendes Sprungpolster springt. Während Howie mit Swifty nach L.A. zurückreist, findet Colt heraus, dass in einem Lagerhaus ein riesiger Waffendeal stattfinden soll, das er kurzerhand in die Luft jagt. In die Enge getrieben, will Trainer mit seinem letzten Geld fliehen. Colt verfolgt ihn im Auto einer schnellfahrenden alten Dame und kann ihn gefangen nehmen. |           |                                     |                                            |                      |                                       |                   |                                              |
| 31 | 08        | Die Hölle auf Rädern                | Hell on Wheels                             | 8. Dez. 1982         | 2. Apr. 1984                          | Vince Edwards     | Duane Poole und Tom Swale                    |
| Elizabeth "Maddock" McLasky ist Spielerin in einer Mannschaft für Roller Derby, den "Titans". Weil sie sich weigerte, bei den Ermittlungen gegen ihren Trainer Marth Jackson zu helfen, besteht ein Haftbefehl gegen sie. Weil Colt und Howie bei der Festnahme von ihren Teamkolleginnen verprügelt wurden, bewirbt sich Jody als Team-Mitglied und fährt schließlich mit zum Endspiel nach San Diego. Die unschuldige Elizabeth erwirbt jedoch ihre Sympathie. Für Jackson und seinen Komplizen Dave Robinson ist der Sport nur die Tarnung für ihre Rauschgift-Geschäfte, was schließlich auch Elizabeth erkennt und Jackson zu Fall bringt. |           |                                     |                                            |                      |                                       |                   |                                              |
| 32 | 09        | Computermanipulation                | How Do I Kill Thee? Let Me Count the Ways  | 22. Dez. 1982        | 19. März 1984                         | Daniel Haller     | Glen A. Larson                               |
| R. P. Durwood ist Computerexperte. Er entdeckt, dass Gelder seiner Firma veruntreut werden. Sein Chef Frank Dial beauftragt seine Mitarbeiter, Durwood zu disziplinieren. Durwood wird daraufhin ein fingierter Verkehrsunfall angehängt und er damit gezwungen, alle möglichen Spuren aus den Computerdaten zu entfernen. Weil Colt wegen eines Stunts keine Zeit hat, sich um Durwoods Kaution zu kümmern, sollen zwei befreundete Privatdetektive (gespielt von Pat McCormick und Paul Williams) den Fall übernehmen. Doch die werden nach Pittsburg entführt, so dass sich Colt selbst um den Fall kümmern muss. Am Ende landen fast alle als Gefangene im Privatjet des Firmenchefs. Colt besetzt das Cockpit, verhindert den Start und steuert das Flugzeug auf der Straße direkt ins örtliche Polizeirevier. |           |                                     |                                            |                      |                                       |                   |                                              |
| 33 | 10        | Der Ball ist nicht rund             | Win One for the Gipper?                    | 5. Jan. 1983         | 22. Jan. 2015                         | Bruce Bilson      | E. Nick Alexander                            |
| Colts Cousin Jimmy Joe Seavers ist ein erfolgreicher Football-Spieler. Der korrupte Army-Sergeant Gleason lässt ihm und zweien seiner Mitspieler Rauschgift unterschieben, um sie zur Teilnahme an einem wichtigen Football-Spiel zu erpressen. Er erhofft sich davon, zukünftig mit dem Football-Team zu anderen Militärbasen reisen zu können, um dort gestohlene Waren wie Champagner, kubanische Zigarren, Schweizer Uhren und japanische Kameras zu verkaufen. Als Colt und Howie nach den drei Football-Spielern suchen, werden sie auf ähnliche Weise in das Team gepresst. Nachdem sie das Vertrauen des militärischen Vorgesetzten der gegnerischen Mannschaft gewonnen haben, entführen sie ein Kettenfahrzeug und zerstören damit das Lager der gestohlenen Waren. Greason wird gefangen genommen. |           |                                     |                                            |                      |                                       |                   |                                              |
| 34 | 11        | Die Helden sind nicht müde          | Happy Trails                               | 12. Jan. 1983        | 9. Apr. 1984                          | Daniel Haller     | Glen A. Larson und Lou Shaw                  |
| Diese Folge ist Roy Rogers gewidmet: Colt dreht gemeinsam mit ihm und anderen Wild-West-Helden seiner Kindheit einen Film. Howie soll für Colt ein Auto kaufen, das für Stunts zu Schrott gefahren werden soll. Er gerät an Ganoven, die ihm ein gestohlenes Auto unterschieben, so dass er von einem Polizeihubschrauber verfolgt und festgenommen wird, nachdem er das Auto vorfristig zu Schrott gefahren hat. Colt will die Autodiebe überführen und bietet ihnen an, eine große Zahl weiterer Autos für Filmaufnahmen kaufen zu wollen. Doch die werden misstrauisch und setzen ihn fest. Erst ein gemeinsamer Überfall aller befreundeter Cowboy-Schauspieler kann Colt befreien. |           |                                     |                                            |                      |                                       |                   |                                              |
| 35 | 12        | Die Inkas lassen bitten             | Manhunter                                  | 19. Jan. 1983        | 14. Mai 1984                          | Michael O’Herlihy | Larry Brody                                  |
| Greg Cominsky und Don Ross sind zwei Ganoven, die zusammenarbeiten. Greg raubt die Juwelen, Don bringt sie den Beraubten zurück und kassiert die Belohnung dafür. Terri zahlte die Kaution für sie, wonach sie sich nach Acapulco absetzen. Colt, Howie und Jody reisen ihnen nach. Inzwischen hat Ross seinen Partner ermordet und versucht, aus einem Museum gestohlenes Inka-Gold zu verkaufen. Sabrina Caldwell und ihr Vater James sollen im Auftrag des Museums das Gold finden, brauchen aber eine Weile, um Colt und seinen Freunden zu vertrauen. Als sich Sabrinas Geldgeber Firenze und Billings ebenfalls als Ganoven erweisen, schlüpfen Colt und Howie in deren Rollen. Nachdem Ross sie zum Inka-Gold geführt hat, wollen sie ihn festsetzen. Das misslingt zunächst, aber nach einer Verfolgungsjagd per Auto und Motorrad kann er überwältigt werden. |           |                                     |                                            |                      |                                       |                   |                                              |
| 36 | 13        | Ozzie läßt sich nichts gefallen     | The Further Adventures of Ozzie and Harold | 26. Jan. 1983        | 20. Aug. 1984                         | Bruce Bilson      | Larry Brody                                  |
| Der verrückte Ozzie aus Episode 13 liebt Spielautomaten. Mr. Crosby, ein mit ihm befreundeter Spielhallenbesitzer, wird von Towler und Sheen, Komplizen des Spielautomatenherstellers Stanford, erschlagen. Ozzie, der ständig mit seinem eingebildeten Freund Harold spricht, ist der Bruder und ehemalige Chef des Spielautomatenherstellers Stanford. Er wurde vor 5 Jahren von diesem niedergeschlagen wurde, kann sich daran aber nicht mehr erinnern. Nach einer erneuten Kopfverletzung wird er wieder zu Harold Stanford und kann sich nun wiederum an seine Erlebnisse als Ozzie nicht mehr erinnern. Colt und Howie dringen mit ihm heimlich in das Haus Stanfords ein, um Firmenunterlagen zu suchen, mit denen die Verbrechen von Harolds Bruder bewiesen werden könnten. Der erste Versuch geht schief, nachdem Harold erneut einen Schlag auf den Kopf erhält und wieder zu Ozzie wird. Beim zweiten Versuch soll sich Ozzie als Harold ausgeben, was auch gelingt. |           |                                     |                                            |                      |                                       |                   |                                              |
| 37 | 14        | Ein neuer Partner                   | Death Boat                                 | 2. Feb. 1983         | 30. Apr. 1984                         | Paul Stanley      | Lou Shaw                                     |
| Nach Folge 21 ist Colt bereits zum zweiten Mal gezwungen, mit der Versicherungsagentin Kay Faulkner zusammenzuarbeiten, welche eine von der Betrügerin Sally Randolph gestohlene Juwelenkette im Wert von zwei Millionen Dollar wiederfinden will. Auch Ted, Sallys alter Komplize, ist auf der Suche nach ihr. Sie hat inzwischen in San Diego ihr Gesicht chirurgisch verändern lassen und fährt mit Colts Jeep davon. Colt und Howie folgen ihr nach Ensenada in Mexiko. Dort mimen sie zwei Millionäre auf einem Kreuzfahrtschiff, um Sally anzulocken. Leider wird sie zuerst von Ted erkannt und entführt, der vom Schiffs-Steward unterstützt wurde. Colt, der bei einer Verfolgungsjagd per Motorboot zunächst das Nachsehen hat, verfolgt Ted schließlich im Hubschrauber und kann die Juwelenkette an sich bringen, bevor Teds Auto in einen Abgrund stürzt. |           |                                     |                                            |                      |                                       |                   |                                              |
| 38 | 15        | Wenn die Kugeln rollen              | Eight Ball                                 | 9. Feb. 1983         | 7. Mai 1984                           | Michael O’Herlihy | Lou Shaw                                     |
| Colt verhält sich merkwürdig. Er verrät Howie und Jody nicht, dass er seinen alten Freund Joe O’Hara, einen berühmten Billardspieler, der dem Alkohol verfallen war, wieder groß herausbringen will. Er versteckt ihn zunächst in der Kneipe von Barnie, meldet ihn für ein Turnier in Reno an und setzt sein ganzes Geld auf ihn. Doch einer der dortigen Organisatoren, der sein Geld auf Joes Kontrahenten Louie Cremer gesetzt hat, will Joe vorher aus dem Weg räumen. Unterwegs nach Reno demoliert Colt den neuen Truck von Howie. Nachdem Joe sich wieder mit seiner Frau versöhnt hat, sieht Colt voraus, dass die Halunken sich an diese heranmachen, was er verhindert. |           |                                     |                                            |                      |                                       |                   |                                              |
| 39 | 16        | Nächtliche Landung                  | Spaced Out                                 | 16. Feb. 1983        | 28. Mai 1984                          | Daniel Haller     | Glen A. Larson                               |
| Colt dreht in Plaisance gerade einen Kriegsfilm. Sein Kollege Danny wirft ihm vor, für den Job schon zu alt zu sein. Zugleich macht er Jody den Hof, so dass Colt sich mit ihm auf eine Prügelei einlässt. Als im Ort ein Ufo landet und dabei viel Geld der örtlichen Minengesellschaft "Consolided Mines" verlorengeht, wird Jody vermisst. Als sie wieder auftaucht, berichtet sie in Gegenwart einer TV-Crew der Reporterin Cynthia Caldwell von einer Entführung durch Außerirdische. Colt findet heraus, dass sie unter Drogeneinfluss stand und das UFO ein präparierter Hubschrauber war. Man schiebt ihm einen Teil des Geldes unter, so dass Sheriff Baker ihn ins Gefängnis sperrt. Howie befreit ihn und Colt kann mit einer Wiederholung der Alienlandung beweisen, dass der Bankchef Forester, der Hilfssheriff Harris, sein Kontrahent Danny und der Effektespezialist Lackmann gemeinsame Sache gemacht haben, um sich mit dem gestohlenen Geld abzusetzen. |           |                                     |                                            |                      |                                       |                   |                                              |
| 40 | 17        | Alle für Eine                       | Strange Bedfellows                         | 23. Feb. 1983        | 13. Jan. 2015                         | Kessler, Bruce    | Lou Shaw                                     |
| Jeff entführt Jody, damit Terri eine Kaution für seine Freundin Sue Jackson stellt, die wegen Raub im Gefängnis ist. Colt folgt der freigelassenen Sue, die mehrmals versucht, ihn abzuschütteln. Gleichzeitig weiht er den Polizeiagenten Kayn ein, mittels Telefon-Fangschaltung den Erpresser aufspüren soll. Beim ersten Mal kommen die zwei zu spät. Erst als Colt simuliert, er wäre von Sues Komplizen getötet worden, kann er Sue in die Irre führen und den Anrufer in einem verlassenen Eisenbahn-Freiluftmuseum orten. Sue hat inzwischen auch ihren Komplizen Jeff ausgebootet, doch Colt und Kayne können sie festsetzen und Jody befreien. |           |                                     |                                            |                      |                                       |                   |                                              |
| 41 | 18        | Das Geisterflugzeug                 | The Molly Sue                              | 2. März 1983         | 27. Aug. 1984                         | Michael O’Herlihy | Harry Thomason                               |
| Terri hat für den Grabräuber DeBond eine hohe Kaution gezahlt und sein Flugzeug "Molly Sue" als Sicherheit erhalten, er aber hat sich mit dem Flugzeug nach Panama-Stadt abgesetzt. Unterstützt von seinem alten Freund und Kampfflieger Ace Cochran, will Colt das Flugzeug zurückbringen. Ins Hotel Eaton in Panama-Stadt lässt sie der Hotelchef Michael Woodsworth nur einchecken, nachdem sie den von Cochran beim letzten Mal angerichteten Schaden begleichen. Im Hotel treffen sie auch auf die junge Versicherungsdetektivin Stacy Baker, eine Kollegin von Kay Faulkner aus den Episoden 21 und 37. Kay will lediglich das Flugzeug finden, das bei ihrem Auftraggeber versichert wurde. Der korrupte Polizist Torrez, den Colt ebenfalls um Unterstützung gebeten hat, arbeitet mit DeBond zusammen, um gestohlene Grabschätze außer Landes zu bringen. Stacy lässt sich auf einen Deal mit DeBond ein und wird von diesem gefesselt. Mit Unterstützung von Cochran kann Stacy befreit sowie DeBond festgenommen und ausgeflogen werden.                                                            |           |                                     |                                            |                      |                                       |                   |                                              |
| 42 | 19        | Schwarzer Whiskey – weißer Schnee   | One Hundred Miles a Gallon                 | 9. März 1983         | 16. Juli 1984                         | Bruce Kessler     | Burton Armus                                 |
| Colts ehemalige Geliebte Irene Atkins bittet ihn um Hilfe, um ihrem unschuldig im Gefängnis sitzenden Sohn eine Kaution zu verschaffen. Colt verpfändet dafür sein Haus und seinen Jeep. Als Irenes Sohn den Gerichtstermin verstreichen lässt, macht sich Colt auf nach South Carolina, wo sich dieser im Wald versteckt hat. Er will Ed Clark das Handwerk legen, einem Schwarzbrenner, den er für den Mörder seines Vaters hält. Tatsächlich schmuggelt Ed Clark Kokain in den Schnaps-Tanks, wie Colt schnell herausfindet. Howie lässt sich von Staatsanwalt Virgil Sykes zum vorübergehenden Sheriff ernennen, später macht Howie Colt zum Hilfssheriff. Colt lässt Clarks Ganovennest in Flammen aufgehen. Clark und seine Mitganoven fliehen mit dem Kokain und können von Staatsanwalt Sykes festgesetzt werden. Irenes Sohn kommt frei. |           |                                     |                                            |                      |                                       |                   |                                              |
| 43 | 20        | Übrigens, ich liebe dich            | P.S., I Love You                           | 16. März 1983        | 18. Juni 1984                         | Don Medford       | Larry Brody                                  |
| Als der Geldeintreiber Gil Holdar seinen Komplizen Vince Allen umbringt, hat ihn Kathy Faraday beobachtet, eine kleinwüchsige Kollegin von Colt, die gern Detektiv spielt. Die Geldeintreiber waren scheinbar hinter Tab Hunter her, der nun wegen Mordes angeklagt wurde. Colt und Howie fahren mit Kathy nach Palm Springs, um den richtigen Mörder zu finden. In einer illegalen Spielbank wollen sie sich als klamme Kunden ausgeben, werden jedoch durch Howies Ungeschicklichkeit als Bekannte von Tab Hunter identifiziert. Deshalb lassen sie den tatsächlich klammen Schauspieler Charlie Bester für sich agieren. Die Sie können schließlich dem Spielbank-Chef Gerry Gordon und seinen Komplizen das Handwerk legen, indem Colt mit ihm solange eine stuntreife Autofahrt veranstaltet, bis dieser seine Verbrechen gesteht. |           |                                     |                                            |                      |                                       |                   |                                              |
| 44 | 21        | Der Mann mit den tausend Masken     | The Chameleon                              | 6. Apr. 1983         | 4. Juni 1984                          | Michael O’Herlihy | Lou Shaw, Aubrey Solomon und Steve Greenberg |
| David Charles war "Das Chamäleon" in einer Fernsehserie, in der er in verschiedensten Verkleidungen agierte. Seiner Tochter Fay, einer Wissenschaftlerin, wurden die Forschungsgelder gestrichen. Deshalb ruft er seine drei Freunde aus der Fernsehserie zusammen, Malvin Masters, Alan Hester und Norman Penner, und klaut mit ihnen 240.000 Dollar, indem sie sich als Geldboten ausgeben. David wird dabei gefasst, kommt aber auf Kaution frei. Als er flüchtet, sollen ihn Colt und Howie zurückholen. Als seine Fay Tochter ihn zur Rückgabe des Geldes überredet, heftet sich der Polizist an seine Fersen, der ihn gefasst hatte, und tötet Malvin Master. Gemeinsam reist man nach New York, wo die anderen beiden Komplizen wohnen. Fay traut Colt zunächst nicht und wird prompt von dem Polizisten entführt. Colt verspricht den New Yorker Taxifahrern seine Belohnung von 25.000 Dollar, woraufhin diese den Entführer stellen. Fay lässt sich mit Colt auf eine Affäre ein. David verkleidet sich als Colt, so dass der echte und der falsche Colt gemeinsam den Polizisten festnehmen können. |           |                                     |                                            |                      |                                       |                   |                                              |
| 45 | 22        | Der schnelle Max                    | The Chase                                  | 13. Apr. 1983        | 23. Juli 1984                         | Daniel Haller     | Lou Shaw                                     |
| Max Downey, ein arroganter Autodieb, hat zufällig gesehen, wie Sid und Calvin einen Auftragsmord ausführen. Er will sich stellen, weshalb Colt nach Texas fährt, um ihn von dort nach Los Angeles zu bringen. Hintermann der Killer ist der Politiker Mr. Jason, der eine gewalttätige politische Untergrundbewegung anführt. Seine Männer verhindern die Flucht per Flugzeug, woraufhin Colt und Max zunächst mit dem Flugzeug ohne Flügel und dann mit einem geklauten Wohnmobil flüchten müssen. Erst als sie auf einen Autozug aufspringen können, gelingt es ihnen, mit einem der Autos ihre Verfolger festzunehmen. |           |                                     |                                            |                      |                                       |                   |                                              |
| 46 | 23        | Im engsten Freundeskreis            | Just a Small Circle of Friends             | 4. Mai 1983          | 15. Jan. 2015                         | Michael O’Herlihy | David Chambers                               |
| Paige Connelli ist die Tochter des reichen Industriellen Kazan Connelli und hat sich der Sekte "Liebe und Wahrheit" angeschlossen. Der Sektenchef Baba hat es auf ihr Millionen-Erbe abgesehen, dass sie zu ihrem in wenigen Tagen anstehenden 21. Geburtstag antreten wird und das sie an die Sekte abtreten will. Colt und Howie scheitern mehrfach bei dem Versuch, zu Paige vorzudringen, und landen sogar im Gefängnis. Paige's Vates Kazan befreit sie per Hubschrauber. Colt ruft Terri zu Hilfe, die sich ebenfalls der Sekte einschließt, um Terri zu entführen. Als auch sie erwischt und festgehalten wird, können sich Colt und Howie mit Kazans Hilfe Zutritt aufs Sektengelände verschaffen und Terri und Paige befreien. |           |                                     |                                            |                      |                                       |                   |                                              |

## Staffel 3
| Nr. (ges.) | Nr. (St.) | Deutscher Titel             | Originaltitel        | Erstausstrahlung USA | Deutschsprachige Erstausstrahlung (D) | Regie                 | Drehbuch                                  |
| --- | --------- | --------------------------- | -------------------- | -------------------- | ------------------------------------- | --------------------- | ----------------------------------------- |
| 47 | 01        | Teufelsinsel                | Devil's Island       | 21. Sep. 1983        | 28. Jan. 1985                         | Daniel Haller         | Lou Shaw                                  |
| Mary Conners ist eine frühere Highschool-Freundin von Colt. Sie hatte sich mit dem Kriminellen William Farrow eingelassen, soll aber nun gegen ihn aussagen. Colt und Howie reisen in einen mexikanischen Militärdistrikt, um sie von dort zurückzuholen. Weil sich Mary widersetzt, landen alle drei im Gefängnis. Und weil sich Mary den Avancen des örtlichen Polizeichefs Hector Garcia widersetzt, landet sie in dem berüchtigten Gefängnis auf der Teufelsinsel. Howie lässt sich ebenfalls gefangen nehmen, um sie dort nicht allein zu lassen, während Colt seine Stuntman-Freunde engagiert. Sie springen per Fallschirm über der Teufelsinsel ab, während Jody dort mit einem Hubschrauber Explosionsladungen abwirft. Colt nimmt Garcia und Farrow gefangen und spielt die beiden erfolgreich gegeneinander aus, um von Farrow ein Geständnis zu erhalten. |           |                             |                      |                      |                                       |                       |                                           |
| 48 | 02        | Der Schlüssel               | Trauma               | 28. Sep. 1983        | 25. März 1985                         | Ted Lange             | Lou Shaw und Michael Halperin             |
| Der Bankräuber Osborne wird von Männern des Ortes bedroht, dessen Bank er ausgeraubt hat, darunter auch vom Sheriff. Widerwillig verstecken Colt und Howie ihn in ihrem Jeep und retten ihn so vor dem Mob. Dabei versteckt er einen Schlüssel in ihrem Jeep, vermutlich für das Versteck der Beute. Einige Zeit später schießt er während eines Stunts auf Colts Jeep, um an ihn heranzukommen. Howie und Jody, die darin saßen, werden verletzt, Howie sogar schwer. Weil Colt für einen Jeep eine Kopie seines Jeeps erstellen ließ, kann Osborne den Schlüssel nicht finden. Colt kann Osborne den Schuss nachweisen und stellt ihn zur Rede. Für diese Episode gab es einen zweiten Teil, in dem die lebensrettende Operation von Howie erfolgte. Dieser lief jedoch in der Serie "Trauma Center" (Episode: Notes About Courage). Die Stars der jeweils anderen Serie spielten Gastrollen. |           |                             |                      |                      |                                       |                       |                                           |
| 49 | 03        | Computer-Millionen          | Pleasure Isle        | 5. Okt. 1983         | 11. Feb. 1985                         | Daniel Haller         | Deborah Davis                             |
| Eileen Norres, die ehemalige Sekretärin und Geliebte des Millionen-Betrügers Robert Vessman, will sich dafür rächen, dass er sie verlassen hat. Per Computer ändert sie die Kontunummern seiner Bankkonten, so dass er nicht mehr an sein Geld herankommen kann. Da er aber noch rechtzeitig die Passwörter geändert hat, kann sie sich das Geld auch nicht auszahlen lassen. Er entführt sie daraufhin auf seine Privatinsel bei Tahiti und will sie mit einem Wahrheitsserum dazu bringen, ihm die neuen Kontonummern zu verraten. Weil er sie auch angezeigt hat, setzen sich Colt, Howie und Jody auf ihre Spur und täuschen einen Flugzeugdefekt vor, um auf die Insel zu gelangen. Es gelingt ihnen, Eileen zu befreien und Robert festzunehmen. Howie, dessen neue Freundin Romy in Los Angeles geblieben ist, hat sich inzwischen in einen anderen verliebt und macht mit Howie wieder Schluss. |           |                             |                      |                      |                                       |                       |                                           |
| 50 | 04        | Patriot wider Willen        | Baker's Dozen        | 19. Okt. 1983        | 30. Juli 2021                         | Russ Mayberry         | Howard Berk                               |
| Colt soll einen Kerl namens Ferris schnappen, der sich einer paramilitärischen Gruppe unter der Leitung von Col. Baker angeschlossen hat. Die Mitglieder dieser Gruppe planen mehrere Anschläge in San Marcos, um dort einen Volksaufstand anzuzetteln. Doch als Colt ihn auf einer Ranch festnimmt, stellt sich heraus, dass Ferris ein Agent im Auftrag der Regierung ist. Als eben dieser jedoch verletzt aufgeben muss, wird Colt mit dem Namen Morgan in die Organisation eingeschleust. Howie, der sich mit einer Freundin Bakers anfreunden soll, wird von dieser in den FKK-Club eingeführt, was ihm ebenso peinlich ist wie Jody, die ihn dort auf Colts Bitte wieder wegholt. Im Militärcamp von Bakers Bande sitzen Colt und Howie schließlich fest. Jody holt Sheriff Joe Mira zu Hilfe. Ihr gelingt es, Colt und Howie zu befreien und die Verfolger unschädlich zu machen. |           |                             |                      |                      |                                       |                       |                                           |
| 51 | 05        | Fallensteller               | The Last Drive       | 26. Okt. 1983        | 14. Jan. 1985                         | Ted Lange             | Alan Rachins und Walter Dallenbach        |
| Colt nimmt Teddy Sims fest, der jedoch im Auftrag der Geheimdienst-Mitarbeiterin Eve Peterson auf der Spur von Verbrechern war. Deshalb muss Colt Sims’ Job als Fahrer des Ganoven Al Payne übernehmen. Schnell stellt sich heraus, dass hinter Paynes der Industrielle Saven Edwards steht, der Wertpapiere aus einem Safe der Regierung stehlen lässt. Mit den Papieren und mit Paynes ehemaliger Geliebter Molly im Auto macht sich Colt davon. Howie und Jody haben sich mittlerweile als vermeintliche Catering-Mitarbeiter auf Edwards Party eingeschlichen, werden aber beim Herumspionieren festgesetzt. Edwards will sie freigeben, wenn Colt ihm die entwendeten Wertpapiere übergibt. Colt überrascht Edwards und seine Leute mit einem Drachenflieger und kann so seine beiden Freunde befreien. |           |                             |                      |                      |                                       |                       |                                           |
| 52 | 06        | Der Traum eines Boxers      | TKO                  | 2. Nov. 1983         | 18. März 1985                         | Donald McDougall      | David Braff                               |
| Colt und Howie sollen in Las Vegas den Box-Manager Lou Carnesco verhaften. Er soll Boxkämpfe manipuliert haben. Als Leon "Bam Bam" Brannigan, einer seiner Boxer, seinen Boxkampf gewinnt, weil er nichts von den Absprachen wusste, will der Casinobesitzer Bresin seinen Wetteinsatz von Lou zurück. Doch wegen des gewonnenen Kampfes will der Weltmeister Larry Holmes einen Weltmeisterschaftskampf gegen Leon führen. Colt stimmt zu, die Verhaftung von Lou um die erforderlichen drei Tage bis zum Kampf aufzuschieben, und bringt sogar Leons Freundin Brenda dazu, den Kampf zuzulassen. Trotz Verlust springen dabei 4,5 Mill. Dollar für Leon und Lou heraus, die Bresin jedoch rauben lässt. Colt, Howie, Lou und Leon klauen das Geld zurück und können mit dem Jeep den Verfolgern entkommen. |           |                             |                      |                      |                                       |                       |                                           |
| 53 | 07        | Geldwäsche                  | Dirty Laundry        | 9. Nov. 1983         | 30. Sep. 1985                         | Russ Mayberry         | Lou Shaw                                  |
| Flo Benton hat einen aufdringlichen Gehilfen des zwielichtigen Rechtsanwaltes Steve Jacks namens Hank mit einer Flasche niedergeschlagen. Nach gestellter Kaution verschwindet sie zum Lake Tahoe, wohin ihr Colt, Howie, Jody und Terri folgen, um sie zurückzubringen. Sie finden heraus, dass Steve Jacks ihren Sohn Andy entführen ließ, um sie zu erpressen. Sie soll ihren Freund, den Sängers Vic Madison, dazu bewegen, für Jacks Gangster-Organisation Geld zu "waschen". Um den Aufenthaltsort des Kindes herauszufinden, stößt Colt Jacks aus einem Flugzeug und behauptet, ihn nur zu retten, wenn dieser redet. Der Bluff klappt, obwohl Jacks einen automatisch öffnenden Fallschirm dabei hatte, was er aber nicht wusste. |           |                             |                      |                      |                                       |                       |                                           |
| 54 | 08        | Eine Hand wäscht die andere | Inside, Outside      | 16. Nov. 1983        | 30. Juli 2021                         | Donald McDougall      | Lou Shaw und Michael Halperin             |
| Terri Michaels wird entführt, um Colt daran zu hindern, gegen den Geschäftsmann Sam Garrick auszusagen, der einen Sicherheitsinspektor bestochen hatte. Seltsamerweise behauptet Garrick jedoch, nichts mit der Entführung zu tun zu haben. Tatsächlich wird Terri von Garricks Sicherheitsleuten Neal und Body gefangen gehalten, die von seiner Geliebten Rita beauftragt wurden. Mit Unterstützung des FBI-Agenten Carl Asher versucht Colt, von außen gegen die Organisation vorzugehen. Howie wird unter dem Namen Sick Turner als Garricks Bodyguard eingeschleust. Dort hat er es jedoch nicht so leicht, seinen skrupellosen Ruf zu festigen. Rita versucht ihn zu verführen und bietet ihm Geld an, damit er Colt umbringt. Mit Hilfe seiner Stunt-Freunde kann Colt nach einer rücksichtslosen Verfolgungsjagd seinen Tod vortäuschen. Terri, der es inzwischen gelang, die Entführer gegeneinander auszuspielen, kann daraufhin befreit werden. |           |                             |                      |                      |                                       |                       |                                           |
| 55 | 09        | Plattenpiraten              | Nashville Pirates    | 23. Nov. 1983        | 21. Jan. 1985                         | Bruce Kessler         | Harry Thomason                            |
| Cotton ist der Sohn von Colts Freund Webb Covington, einem bekannten Country-Sänger. Cotton wird verdächtigt, den Plattenproduzenten Bob McKinnie erschlagen zu haben. Colt holt ihn gegen Kaution aus dem Gefängnis, um kurz darauf vom echten Mörder niedergeschlagen zu werden. Cotton fährt aus Verzweiflung zu seinem Onkel Pete Williams nach Nashville, der ihn versteckt. Colt verdächtigt Pete zunächst, gemeinsam mit dem echten Mörder Schallplatten-Schwarzpressungen zu verkaufen, woran auch McKinnie beteiligt war, aber aussteigen wollte. Jody soll als Lockvogel eine weitere Schwarzpressung an Pete verkaufen, der scheinbar darauf einsteigt. Bei der Übergabe will der echte Mörder zuschlagen, kann aber überraschend von Colt niedergeschlagen werden. |           |                             |                      |                      |                                       |                       |                                           |
| 56 | 10        | Colts kleine Freunde        | Hollywood Shorties   | 30. Nov. 1983        | 7. Okt. 1985                          | Don Medford           | Michael Halperin und Daniel Freudenberger |
| Der Drogendealer Daryl Hyde wird von Colt am Flugplatz abgefangen, zuvor kann er das Kokain jedoch im Lüftungsschacht verstecken. Dort kommen aber nur kleinwüchsige Menschen heran. Deshalb entführen seine Auftraggeber, darunter der korrupte Polizist Ltn. Bryan, die kleinwüchsige Filmdarstellerin Lacy. Doch auch sie kommt nicht an das Kokain-Paket heran. Erst einem anderen Kleinwüchsigen gelingt das, so dass Colt und seine Freunde das Rauschgift gegen Lacy eintauschen wollen. Bei der Übergabe gelingt es mit Unterstützung mehrerer anderer Kleinwüchsiger, Lacy zu befreien. |           |                             |                      |                      |                                       |                       |                                           |
| 57 | 11        | Alptraum                    | To the Finish        | 7. Dez. 1983         | 4. März 1985                          | Daniel Haller         | Deborah Davis, Ron Friedman und Bill Taub |
| Colts Freund Pat Patterson leidet seit seinem Armeedienst in Vietnam darunter, dass er dort in einen Hinterhalt geriet und seinen Freund Billy Lukas verlor. Colt überredet ihn, als Rennfahrer an einem Wettrennen teilzunehmen. Doch Billy Lukas lebt jetzt unter dem Namen Fargo und will verhindern, dass Patterson an dem Rennen teilnimmt und ihn erkennt. Seine Beauftragten Turner und Davis versuchen zuerst, Patterson das Auto abzukaufen. Als das nicht gelingt, schlagen sie Colt zusammen, versuchen das Auto zu stehlen, in Brand zu setzen und von der Polizei beschlagnehmen zu lassen. |           |                             |                      |                      |                                       |                       |                                           |
| 58 | 12        | Überlebenstraining          | Wheels               | 21. Dez. 1983        | 25. Feb. 1985                         | Michael O’Herlihy     | Richard Raskin                            |
| Colt dreht in Seattle und soll nebenbei seinen ehemaligen Stuntman-Schüler Travis Tyler einfangen, der inzwischen querschnittsgelähmt ist und wegen einer Mordanklage gesucht wird. Der Syndikat-Chef Mr. Grace will Travis den Mord an einem Geldkurier anhängen, um die übergebenen 50.000 Dollar von ihm zurückzukriegen. Die hat Travis allerdings dem Hollenbeck-Jugendzentrum für Rollstuhlfahrer gespendet. Grace' Gehilfen verfolgen auch Colt und versuchen vergeblich, ihn zu töten. Howie und Jody finden heraus, dass Travis bei Mary Joe wohnt, der Schwester vom Barkeeper des Hollenbeck-Zentrums. Travis’ frühere Freundin Lesley bittet Colt, sie dorthin mitzunehmen, flieht aber dann mit Travis. Mr. Grace und seine Leute kidnappen Lesley, Mary und später auch Jody, um Travis anzulocken. Howie befreit die drei. Die Syndikatsleute laufen in eine Falle. Lesley und Travis heiraten. |           |                             |                      |                      |                                       |                       |                                           |
| 59 | 13        | Colt in Ketten              | Cool Hand Colt       | 4. Jan. 1984         | 2. Aug. 2021                          | Donald McDougall      | Lou Shaw und Michael Halperin             |
| Eine Gesellschaft plant die Trockenlegung des Bayous. Colt wird auf Junior Gallantine angesetzt, da dieser gegen die Verbindung aussagen könnte. Während seiner Ermittlungen gerät Colt jedoch bald in den Dunstkreis einer Gang, weshalb er selbst sehr bald zum Gejagten des lokalen Sheriffs wird, vor dem er versucht hat, Junior zu bewahren. In dem Lager gibt es keinen Spaß für Colt, denn der Sheriff ist korrupt und bietet niemandem Gnade. |           |                             |                      |                      |                                       |                       |                                           |
| 60 | 14        | Die Amazone                 | The Huntress         | 11. Jan. 1984        | 14. Okt. 1985                         | Daniel Haller         | Ron Friedman und Deborah Davis            |
| Colt soll einen angeblich weiblichen Berufskiller namens Andrea Turner finden. Auch Diana, die Witwe von Colts altem Freund und Kopfgeldjäger Tim ist hinter Turner her und will die Belohnung über 50.000 Dollar für eine wohltätige Stiftung haben. Der Killer sammelt Rodin-Skulpturen und erweist sich als Mann, nämlich als Grant Lewellen, Leiter einer Schauspielschule, bei der sich Jody und Howie bewerben. Auftraggeber des Killers ist Earl Rossiter, auf dessen Schießstand Diana zum Schein den Mord an Colt beauftragt. Doch der bemerkt die Falle und kidnappt Jody. Nach einer Verfolgungsjagd per Auto und per Hubschrauber gegen Motorboot kann Rossiter zunächst entkommen. Doch an seinem Zielort kann Colt ihn stellen und niederschlagen. |           |                             |                      |                      |                                       |                       |                                           |
| 61 | 15        | Wespenstiche                | Bite of the Wasp     | 18. Jan. 1984        | 7. Jan. 1985                          | Don Medford           | Lou Shaw                                  |
| Rae Grant, die Produzentin des Filmes, für den Colt, Howie und Jody arbeiten, soll 40.000 Dollar Schutzgeld an den örtlichen Stadtrat Lloyd Jarvis zahlen. Der hat Spielschulden beim "Syndikat"-Chef Art Healey. Jarvis will die Überzeugungskraft seiner Drohungen erhöhen, indem er die Fahrzeuge der Stuntman manipuliert, wobei fast die gesamte Filmausrüstung zerstört wird. Daraufhin beginnt Colt, Healey mit Filmtricks davon zu überzeugen, dass Jarvis ihm ans Leben will. Colt gibt sich dazu als Killer "Die Wespe" aus. Jody macht sich an Healey heran, um die Aktion so zu unterstützen. Bei einer Verfolgungsjagd flieht Colt mit Auto und Sommerskiern vor Healey im Hubschrauber. Als Healey Colt beauftragt, Jarvis zu ermorden, kann Healey festgenommen werden. Mit dem "Killerlohn" wird der Film fertiggestellt. |           |                             |                      |                      |                                       |                       |                                           |
| 62 | 16        | Pferdediebe                 | Rabbit's Feet        | 25. Jan. 1984        | 11. März 1985                         | Daniel Haller         | Edward J. Lakso                           |
| Colt und Howie besuchen Sky Kelly im argentinischen Gefängnis, denn Sky hat noch Schulden bei Terri. Skys Geliebte Estrehita Ramirez sprengt die Gefängniswand. Colt und Howie schließen sich notgedrungen Skys Flucht an. Dabei werden sie sowohl von den Polizisten des örtlichen Polizeichefs Silvera als auch von den Gauchos des Pferdebarons Moreno gejagt, dem Sky hochwertige Pferde-Embryonen gestohlen hat. Sky hat diese in Kaninchen eingepflanzt, um sie aus dem Land zu schmuggeln. Skys Flucht-Flugzeug wird zunächst durch Polizeischüsse beschädigt. Nach der Reparatur durch Colt und Howie bringen die zwei die Kaninchen zurück zu Moreno, der sie zum "Dank" umbringen will. Sie fingieren eine Explosion des Flugzeugs und werden für tot gehalten, während sie sich zu Fuß über die Grenze nach Paraguay absetzen. Sky bleibt im Land und beginnt mit Estrehita eine Weinzucht. |           |                             |                      |                      |                                       |                       |                                           |
| 63 | 17        | Die schnelle Schwester      | Olympic Quest        | 1. Feb. 1984         | 4. Feb. 1985                          | George Stanford Brown | Ron Friedman                              |
| Colts Schwester Tracy nimmt 1984 als Abfahrtsläuferin an den Olympischen Winterspielen in Sarajevo teil. Auch ihr Freund George ist als Eishockeyspieler dabei. Als Tracy Georges Training auf Video aufnimmt, wird im Hintergrund der Geschäftsmann Leonardo Vincenzo entführt. Die Entführer versuchen nun, dass Tracy bei einem fingierten Unfall ums Leben kommt. Bei der Verfolgung werden Colt und seine Schwester in einem gestohlenen Polizeiauto von einer Lawine verschüttet, können sich aber per Funk melden und werden wieder freigeschaufelt. Colt sieht sich die Videobänder an und kommt über die Nummer von Vincenzos Taxifahrer auf die Spur seiner Mutter, die ebenfalls in der Gewalt der Entführer ist. Mit Hilfe von Howie und Jody, die inzwischen auch nach Sarajevo gekommen sind, können die Entführer gefangen und an Polizei-Inspektor Sekulevitch übergeben werden. Tracy gewinnt die Goldmedaille. |           |                             |                      |                      |                                       |                       |                                           |
| 64 | 18        | Drei Vasen nach Hongkong    | Always Say Always    | 22. Feb. 1984        | 10. Feb. 1986                         | Donald McDougall      | Lou Shaw und Michael Halperin             |
| Der Kunstexperte Barry Conners begutachtet drei gestohlene und geschmuggelte Ming-Vasen aus China, die nach Hongkong geschmuggelt werden sollen. Als jedoch Conners’ chinesischer Auftraggeber Su ermordet wird, fällt Conners unter Verdacht und wird von der Polizei des Mordes beschuldigt. Colt, der mit Howie und Jody zum Dreh eines Bond-Films in Hongkong ist, will die Unschuld des Kunstexperten beweisen, der die Vasen in einem Sarg versteckt hält. Der chinesische Major Quang Liu will sie für sein Land zurückerhalten. Aber auch der Geschäftsmann Jen Jing und Polizeiinspektor Lloyd wollen die Vasen haben, um sie weiterverkaufen zu können. Sie entführen deshalb das Bond-Girl Britt Ekland, um sie gegen die Vasen zu tauschen. Colt vermutet zu Recht einen Hinterhalt beim Austausch, so dass es gelingt, Ekland zu befreien. Die Vasen werden an China zurückgegeben. |           |                             |                      |                      |                                       |                       |                                           |
| 65 | 19        | Der König der Cowboys       | King of the Cowboys  | 29. Feb. 1984        | 18. Feb. 1985                         | Daniel Haller         | Lou Shaw und Bill Taub                    |
| Nach Episode 34 ist hier wieder Roy Rogers dabei: Da Colt, Howie und Jody Stuntspezialisten sind, sollen sie in einer "Wild-West-Show" auftreten. Doch da noch nicht genug Pferde für den Rodeo mit Roy Rogers vorhanden sind, borgt sich Howie die fünf Pferde von der benachbarten Reitschule von LaRue aus. Doch Howie ahnt nicht, dass der Besitzer in den Hufen gestohlene Millionen-Diamanten versteckt hat. Als die Ganoven merken, dass die Pferde verliehen wurden, versuchen sie diese zurückzustehlen. Roy bemerkt jedoch, als die Pferde unruhig werden, so dass die Diebe verjagt werden können. Beim zweiten Versuch reitet Colt ihrem Jeep auf einem Pferd hinterher und nimmt sie fest. Sie kommen jedoch sofort auf Kaution wieder frei und schlagen während der Zugfahrt zum Rodeo erneut zu. Dabei werden sie von den versammelten alten Westernhelden reitend mit Lassos eingefangen. |           |                             |                      |                      |                                       |                       |                                           |
| 66 | 20        | Explosive Sache             | Boom                 | 7. März 1984         | 2. Aug. 2021                          | Don Medford           | Ron Friedman                              |
| Jody stürzt beim Tanzen und stößt sich den Kopf. Sie wird deshalb in ein Krankenhaus eingeliefert. Als Colt den kautionsflüchtlingen Sohn Robert Bobby des Drogenproduzenten Rick Ellis schnappt, nimmt er auch dessen 250.000 Dollar mit, die er von seinem Händler Manion für die Produktion von PCP erhalten hat, und zerstört die Produktionsvorrichtung des Rauschgifts. Daraufhin werden Jody und weitere Patienten des Krankenhauses von Rock Ellis als Geiseln gefangen gehalten. Er fordert eine Million Dollar und droht damit, das Gebäude zu sprengen. Mit Hilfe des Sprengstoffspezialisten Martinsen findet Colt heraus, dass man die Fernbedienung der Bombe blockieren kann. Jody simuliert erfolgreich einen Blinddarmdurchbruch und wird von Howie als "Dr." behandelt, während Colt von der Strickleiter eines Hubschrauber ins Fenster des Krankenhauses springt. Es gelingt ihm, die Gangster zu überwältigen und die Geiseln zu befreien. |           |                             |                      |                      |                                       |                       |                                           |
| 67 | 21        | Schatzsuche unter Wasser    | Undersea Odyssey     | 21. März 1984        | 16. Sep. 1985                         | Michael O’Herlihy     | Barry und Stuart Jacobs                   |
| Terri spendiert Colt, Howie und Jody einen Urlaub auf den Bermudas, wo gerade ein internationales Billardturnier stattfindet. Terri macht Colt dort mit Claire Howard bekannt, die ihren Ex-Freund Milo sucht, der ein Billardfan ist. Auch Terri ist auf Milos Spur, weil er gegen die Kautionsauflagen verstieß, nachdem er für die Havarie eines Bootes verantwortlich gemacht wurde, mit dem eine Ladung Goldmünzen mitsamt des Kapitäns untergegangen sind. Ebenso ist die skrupellose Versicherungsdetektivin Kim Donnally hinter dem Gold her. Sie hört Colts Gesprächen zu und versucht ihm zuvorzukommen. Der erste Ort, wo das Trio auf Claires Hinweis taucht, wurde von Milo mit einer Bombe samt Erschütterungszünder präpariert. Bei der Explosion bleiben Howie, Jody und Colt glücklicherweise unverletzt. Als Milo zwei Komplizen schickt, um Claire das Armband zu rauben, kommt Colt auf die Idee, dass die Farben des Armband jeweils Billardkugeln symbolisieren, deren Nummern den Koordinaten des Goldschatzes entsprechen. Obwohl Colt und Howie unter Wasser von Milo und seinen Komplizen überrascht werden, können sie diese überwältigen. |           |                             |                      |                      |                                       |                       |                                           |
| 68 | 22        | Ein alter Star              | Old Heroes Never Die | 2. Mai 1984          | 23. Sep. 1985                         | Daniel Haller         | Michael Halperin                          |
| Pope Perkins ist ein alternder Ex-Baseball-Star, der sich mittlerweile mit Immobilienschwindel und Gaunereien durchs Leben schlägt. Um seiner Tochter, die er lange nicht gesehen hat, ein Hochzeitsgeschenk bieten zu können, stiehlt er eine Perlenkette aus einem Pfandhaus. Colt wurde als Teenager einst von Perkins bei einem Einbruchsversuch ertappt, belehrt und beschenkt. Aus diesem Grund bürgt Colt mit seinem Auto für eine Kaution, um Perkins aus dem Knast zu holen. Weil Perkins von dem Spielbetrüger Jeff Draper übers Ohr gehauen wurde und diesem nun 50.000 Dollar schuldet, will dieser ihn zur Abschreckung ermorden lassen. Colt kann das verhindern, doch die Ganoven können im Auto entkommen. Colt gibt sich mit Jodys und Howies Hilfe als Steuerbetrüger Floyd Rolston aus, der mit Draper Geschäfte machen will, und zwingt ihn in einen ferngelenkten Hubschrauber, aus dem er selbst abspringt. Nach einigen halsbrecherischen Flugmanövern legt Draper ein Geständnis ab, das über Funk und die Stadionlautsprecher im Baseballstadion ausgestrahlt wird.                                                                          |           |                             |                      |                      |                                       |                       |                                           |

## Staffel 4
| Nr. (ges.) | Nr. (St.) | Deutscher Titel                | Originaltitel           | Erstausstrahlung USA | Deutschsprachige Erstausstrahlung (D) | Regie                | Drehbuch                                     |
| --- | --------- | ------------------------------ | ----------------------- | -------------------- | ------------------------------------- | -------------------- | -------------------------------------------- |
| 69 | 01        | Das Millionenfieber            | Losers Weepers          | 19. Sep. 1984        | 11. Nov. 1985                         | Hollingsworth Morse  | Lou Shaw                                     |
| Liz Martinsen war angeblich an einem 3-Millionen-Dollar-Coup ihres Freundes beteiligt und gegen Kaution auf freiem Fuß. Der neuerdings sehr ausgeglichene Colt ist auf Bitte von Terri sofort bereit, Liz wieder einzufangen. Auch die aus Episode 67 bekannte Versicherungsagentin Kim Donnally ist Liz auf der Spur und bietet ihr 10 % der Summe, wenn sie das Geld zurückgibt. Die Beschreibung des Ortes, wo das Geld vergraben ist, beginnt im Zimmer 106 eines Hotels in Arizona, das mittlerweile umgebaut wurde, so dass sich die Zimmernummern geändert haben. Bei der Suche initiiert Howie eine allgemeine Zerstörungswut der Hotelgäste in ihren Zimmern und dem Außengelände, weil alle das Geld finden wollen. Donally führt Howie an der Nase herum und findet das Geld. Aber zwei Ganoven, die Liz ebenfalls beobachtet haben, jagen es ihr wieder ab und nehmen Jody als Geisel. Bei einer Verfolgungsjagd per von Colt gelenktem Auto und von Howie gelenktem Hubschrauber landet der Bezinlaster mit dem Geld in einem Abgrund und explodiert. |           |                                |                         |                      |                                       |                      |                                              |
| 70 | 02        | Das Millionenfieber (2)        | Losers Weepers (2)      | 19. Sep. 1984        | 11. Nov. 1985                         | Hollingsworth Morse  | Lou Shaw                                     |
| 71 | 03        | Der Piratenschatz              | Stranger than Fiction   | 26. Sep. 1984        | 3. März 1986                          | Bruce Bilson         | Deborah Davis                                |
| Veronica Remy ist eine Schriftstellerin, die reale Tatsachen in ihre Romane einbaut. Um über Randolph Gresham zu schreiben, den mächtigsten Boss des Syndikats von Südflorida, hat sie sich von ihrem Verehrer Rudi ein Tonband mit Beweisen besorgen lassen. Als das Syndikat das Band zurückfordert, stürzt Rudi versehentlich aus dem Fenster. Veronica versteckt sich in den Everglades. Colt soll sie für Terri von dort abholen. Verfolgt von Greshams Leuten, verlieben sich die beiden ineinander. Howie und Jody, die Colt helfen wollen, platzen in das Schäferstündchen. Gemeinsam finden sie einen ehemaligen Piratenschatz, der jedoch mit Menschenfallen geschützt ist. Gresham und einer seiner Leute werden schließlich durch Kugelfischgift auf dem Schatz unschädlich gemacht. |           |                                |                         |                      |                                       |                      |                                              |
| 72 | 04        | Gefangen                       | Prisoner                | 10. Okt. 1984        | 3. Aug. 2021                          | Michael O’Herlihy    | Sam Egan                                     |
| Als Jody auf eigene Faust die Kautionsflüchtige Chris Randall stellen will, die sich gewaltsam gegen ihre Verhaftung wehrt, werden die beiden von Polizisten verhaftet und in ein Frauengefängnis gesteckt. Dort werden die Insassen von dem profitgierigen Sheriff Bates und seinen Handlangern zu harter Arbeit und sexuellen Gefälligkeiten angehalten. Außerdem sollen sie an die Prostitution herangeführt und außer Landes gebracht werden. Colt und Howie machen sich flirtend an zwei Aufseherinnen heran, um Jody zu befreien. Eine andere Insassin, die Jody nicht mag, verhindert das, und Jody wird zur Strafe in ein Loch gesteckt. Im nächsten Versuch landen Colt und Howie mit einem vom Filmdreh geliehenen Helicopter im Gefängnis, während Jody und Chris sich in einem von den Wärtern veranstalteten Showkampf duellieren. Dank dieser Ablenkung und mehreren Rauchbomben vom letzten Filmdreh gelingt die Flucht der beiden. Weil aufgrund einer Beschwerde von Terri dem Gefängnis eine Inspektion droht, sollen die anderen Insassen nach Südamerika geflogen werden sollen. Howie landet deshalb mit einem Ballon im Gefängnis, während Colt mit Jody und Chris die Aufseherinnen überwältigt. Die zwei Polizisten fliehen mit Howie und dem Ballon, doch Colt lässt sich von Jody mit dem Helicopter auf den Ballon abseilen und hilft Howie, die zwei zu überwältigen. |           |                                |                         |                      |                                       |                      |                                              |
| 73 | 05        | Gamma vs. Delta                | Terror U.               | 17. Okt. 1984        | 3. Aug. 2021                          | Alan Crosland        | David Garber, Bruce Kalish                   |
| 74 | 06        | Ein Fall für vier              | Private Eyes            | 24. Okt. 1984        | 2. Dez. 1985                          | Hollingsworth Morse  | Doug Heyes Jr., Bruce Kalish, David Garber   |
| Colt hat für einen Film sechs gebrauchte Autos gekauft, die per Schiff geliefert und wegen eines Wasserschadens billig angeboten wurden. Der Gauner Nicolas Lang hat in drei der Autos Schwarze Perlen versteckt und beauftragt zwei Handlanger, die Autos zu stehlen. Bei dem Film wirken auch die drei Detektiv-Darsteller William Conrad, Barry Newman and Mike Connors mit (gespielt von ihnen selbst), die großen Spaß daran finden, nun bei einem echten Fall zu helfen. Während Colt zunächst zweimal durch ihr Ungeschick im Gefängnis landet, gelingt es später mit ihrer Hilfe tatsächlich, die Ganoven festzusetzen. In einer Parallelhandlung wird Howie von seinem Vater besucht, dem ehemaligen Rodeoreiter Bronk Manson. Beide streiten sich ständig. Howie wird von seinem Vater vorgeworfen, dass er nichts aus seinem Studium gemacht habe. Und Howie wirft seinem Vater vor, dass er für ihn nie da war und mit dem Rodeoreiten nicht aufhören kann. Colt hilft den beiden bei der Versöhnung. |           |                                |                         |                      |                                       |                      |                                              |
| 75 | 07        | Das Geisterschloß              | October the 31st        | 31. Okt. 1984        | 4. Nov. 1985                          | Alan Crosland        | Lou Shaw, Sam Egan                           |
| Colt, Jody und Howie sind an einem Gruselfilms beteiligt, dessen Hauptdarstellerin die arrogante Elvira ist. Die Dreharbeiten sollen in einem alten Schloss erfolgen, dessen Besitzer Preston Deauville dies jedoch verhindern will, obwohl seine Frau bei Regisseur Klemmer einen entsprechenden Vertrag über 60.000 Dollar Miete unterschrieben hat. Noch vor Beginn der Dreharbeiten stürzt Preston eine Treppe herunter und verstirbt. Dennoch taucht er immer wieder im Schloss auf und erschreckt Jody. Colt lässt Prestons Sarg wieder öffnen, in dem tatsächlich noch immer der Tote liegt. Elvira führt eine Seance durch, um den verstorbenen Preston zu befragen. Colt stellt sich betrunken, um heimlich ein Monster spielen zu können und Preston so zu überführen. Dieser hatte seinen Zwillingsbruder Andrew ermordet, der im Sarg begraben worden war. |           |                                |                         |                      |                                       |                      |                                              |
| 76 | 08        | Verlieben verboten             | Sandcastles             | 7. Nov. 1984         | 21. Okt. 1985                         | Daniel Haller        | Andrew Schneider                             |
| Jody, Colt und Howie machen Urlaub auf Hawaii und dürfen dort das Haus und den Ferrari eines Hollywood-Stars nutzen. Zugleich sollen sie nach Adrian Sloan suchen, einem früheren Weltklasse-Surfer aus Honolulu, der angeblich einen Mord begangen hat. Jody verliebt sich in Adrian und vertraut ihm. Adrian ist im Besitz einer Druckplatte für Geldfälschungen, für die er von dem Ermordeten Fred Dancer 25.000 Dollar zurückerhalten sollte. Er will sie nun Joe verkaufen, dem früheren Partner von Fred. Doch auch dieser wird ermordet, und zwar von Troi, dem Handlanger des Gangsterbosses Teri Boyd. Troi hatte auch Fred ermordet. Colt stellt Boyd eine Falle, doch Troi entkommt und kann erst nach einer Verfolgungsfahrt per Schnellboot von ihm festgesetzt werden. |           |                                |                         |                      |                                       |                      |                                              |
| 77 | 09        | Alte Freunde                   | Dead Bounty             | 14. Nov. 1984        | 4. Aug. 2021                          | Hollingsworth Morse  | William Read Woodfield, Keith A. Walker      |
| Colt erklärt sich bereit, seinen alten Freund Hoss McDonnor zurückbringen, für den Terri eine Kaution gestellt hatte. Nachdem er ihn mit den Fäusten gefügsam gemacht hat, bringt er ihn über Nacht in die Polizeistation des Ortes, in dem auch Hoss' Schwester Rosie wohnt. Dort werden Hoss und ein weiterer Gefangener namens Fletcher unfreiwillige Zeugen, als die korrupten Polizisten Kowal und Billy den Bankräuber Hutton gewaltsam zur Preisgabe seines Beuteverstecks bewegen wollen, um sich das Geld anzueignen. Während der betrunkene Fletcher sich schlafend stellt, wird Hoss daraufhin von Kowal mit einem Baseballschläger bewusstlos geschlagen und kommt ins Krankenhaus. Kowal behauptet gegenüber Rosie, dass Colt für die schweren Verletzungen verantwortlich sei. Der lässt sich aber nicht einschüchtern und kommt mehrfach wieder in den Ort zurück, wo er den freigelassenen Fletcher befragt und nach Hutton sucht. Die beiden Polizisten rekrutieren mehrere Einwohner für die Verfolgung von Colt, der bei der Flucht selbst am Arm verletzt wird. Dennoch gelingt es ihm, Rosies Vertrauen zu gewinnen, so dass er Hoss und Hutton befreien kann. |           |                                |                         |                      |                                       |                      |                                              |
| 78 | 10        | Erste Liebe                    | The San Francisco Caper | 21. Nov. 1984        | 28. Okt. 1985                         | Daniel Haller        | David Garber, Bruce Kalish                   |
| Colt will in San Francisco den Kautionsflüchtling Russel Tally einfangen, der dem Geschäftsmann Gerald Westfall einen Diamanten gestohlen haben soll, der eine Million Dollar wert ist. Der Diebstahl war jedoch inszeniert, Westfall besitzt ihn noch immer und will nur die Versicherungssumme kassieren. Deshalb wird Westfall von Tally und dessen skrupellosem Gefängniskumpan Eddy Diketell erpresst. Colt und Howie lassen sich von der Wahrsagerin Babs unterstützen, werden auf ihrer Suche jedoch durch die 17-jährige Linda Morgan behindert, die Tochter des Schauspielers Phil Morgan. Die hübsche Linda ist in Colt verknallt, der der Versuchung jedoch widersteht. Als die drei Ganoven den Diamanten zerteilen lassen, um ihn besser verkaufen zu können, werden sie von Colt und Howie überrascht. Tally und Diketell entkommen zunächst, werden von Colt aber nach einer Verfolgungsjagd im Hafen festgesetzt. |           |                                |                         |                      |                                       |                      |                                              |
| 79 | 11        | Wüstenjagd                     | Baja 1000               | 28. Nov. 1984        | 10. Aug. 1987                         | Daniel Haller        | Andrew Schneider, Sam Egan                   |
| Bei Regisseur Dell Lumes hatte Colt seinen ersten Job als Stuntman. Aus Dankbarkeit arbeitet Colt mit Howie und Jody auch an dessen neuestem Low-Budget-Film mit. Dell überredet Colt zusätzlich, mit Howie als Beifahrer am mexikanischen Wüstenrennen "Baja 1000" teilzunehmen, und hat bei dem Casinobesitzer Lorenz Schiwa einen hohen Geldbetrag auf den Sieg der beiden gesetzt. Schiwa beauftragt Earl Munroe, als Fahrer am gleichen Rennen teilzunehmen. Colt hatte Munroe einstmals nach dessen Kautionsflucht eingefangen, wofür sich Munroe nun rächen will. Es gelingt ihm aber nicht, Colt und Howie aus dem Rennen zu drängen. Auch zwei andere Ganoven, die Colt und Howie vom Hubschrauber aus mit Handgranaten bewerfen und Jody kurzzeitig entführen, bleiben erfolglos. Jody hat sich dem esoterischen und freundlichen Joshua als Beifahrer angeschlossen, mit dem sie das Rennen gewinnt. Colt und Howie werde nur Zweite. |           |                                |                         |                      |                                       |                      |                                              |
| 80 | 12        | Der Gewinner                   | The Winner              | 19. Dez. 1984        | 4. Aug. 2021                          | Ray Austin           | Lou Shaw, Sam Egan                           |
| Jason ist ein Junge mit Down-Syndrom und mit seinem Bruder Shawn unterwegs zu den Special Olympics, wo er sich für einen Sprintwettkampf qualifiziert hat. Während sein Bruder telefoniert, wird Jason Zeuge einer misslungenen Erpressung und eines Mordes. Er versteckt sich vor den Tätern, die ihn gesehen haben, auf der Ladefläche von Colts Jeep. Colt leiht sich gerade einen Smoking, weil ihn die Schauspielerin Virginia zu einem privaten Rendezvous eingeladen hat. Als er Jason findet, verrät dieser ihm zunächst weder seinen Namen noch seine Adresse, weil er mit Fremden nicht reden soll. Colt will ihn dennoch nicht der Jugendhilfe überlassen und kümmert sich selbst um Jasons Betreuung. Howie kann zwar auch nichts aus ihm herausbringen, erkennt aber Jasons Handicap und erklärt es völlig korrekt. Während die beiden Mörder Jason auf der Spur sind, reißt dieser immer wieder aus, sobald sich sein Interesse auf neue Dinge richtet. Colt kann die beiden Täter zwar schließlich festsetzen, aber den Weg zum Startpunkt der Spezial Olympics findet Jason ganz allein. Er gewinnt zwar nicht, erfüllt sich mit der Teilnahme aber seinen schönsten Traum. |           |                                |                         |                      |                                       |                      |                                              |
| 81 | 13        | Um Kopf und Wagen              | Semi-Catastrophe        | 2. Jan. 1985         | 9. Dez. 1985                          | Ray Austin           | Aubrey Solomon, Steve Greenberg              |
| Helen Bolton ist eine freie Trucker-Fahrerin, die sich von dem Schutzgelderpresser Winkie nicht erpressen lässt und sich bisher ihre Unabhängigkeit bewahrt hat. Beim Spiel hatte sie ihren Truck an Betrüger verloren und klaute ihn zurück. Colt soll sie einfangen, lässt sich aber von ihr beflirten und überreden, zuerst noch mit ihr eine LKW-Ladung Salat nach Los Angeles zu bringen. Winkies Männer versuchen das zu verhindern, doch Colt kann sie von der Straße drängen. Bei einem Zwischenhalt wird Helens Spielleidenschaft von Winkies Männern ausgenutzt, um den Salat-Anhänger heimlich gegen einen Anhänger mit Nitroglycerin zu vertauschen. Colt koppelt den falschen Anhänger in voller Fahrt ab. Mit Howies und Jodys Hilfe tauschen die beiden den Anhänger wieder zurück. Colt und Helen werden in voller Fahrt beschossen, wobei die Kühlung beschädigt wird. Um die Reparatur bezahlen zu können, betätigt sich Howie als Spieler. Helens eifersüchtiger Ex-Freund Dwain schlägt sich mit Colt, doch beide versöhnen sich anschließend. |           |                                |                         |                      |                                       |                      |                                              |
| 82 | 14        | Der Leibwächter                | Her Bodyguard           | 9. Jan. 1985         | 13. Jan. 1986                         | Donald McDougall     | Andrew Schneider, Sam Egan                   |
| Colt dringt ins Haus der reichen und rücksichtslosen Jessica Beaumont ein, um deren Leibwächter Richards zu blamieren und als solcher selbst bei ihr angestellt zu werden. Er will Brian Carlen einfangen, der nach einem Mordanschlag auf Jessica gegen Kaution freigelassen war. Brian ist der Bruder von Jessicas Freundin Alison, die bei einem Hausbrand verletzt wurde und nun im Rollstuhl sitzt, wofür er Jessica verantwortlich macht. Monte Sorrenson, ein ausgebooteter Geschäftspartner Jessicas, hilft Brian bei der Flucht und schmuggelt ihn heimlich in Jessicas Haus. Howie findet heraus, dass Alison den Brand selbst gelegt und dafür von Jessica 60.000 Dollar erhalten hatte. Brian verzichtet darauf, Jessica zu erschießen, die für die Brandanstiftung ins Gefängnis kommt. |           |                                |                         |                      |                                       |                      |                                              |
| 83 | 15        | Ferien in Paris                | I Love Paris            | 16. Jan. 1985        | 17. Aug. 1987                         | Daniel Haller        | Bruce Kalish, David Garber                   |
| Penelope Memor und Barbara Hunty sind die Assistentinnen des Terrorismus-Experten Dr. Nicholas Thompson, der an einer internationalen Tagung in Paris teilnehmen soll. Er wird von dem Kriminellen Winston bedroht, den Colt einmal festgenommen hatte. Unter einem Vorwand wird Colt nach Paris gelockt, um Winston zu erkennen. Winston wird jedoch von dem französischen Inspector Vermond unterstützt. Als Vermond auf seinen Vorgesetzten Dante schießt, ist Colt anwesend und kommt ins Gefängnis. Barbara befreit ihn und Colt kommt rechtzeitig zur Pressekonferenz, um das Attentat zu verhindern. Colt hatte aber zuvor erfahren, dass der krebskranke Thompson den Attentäter selbst beauftragt hatte, um als toter Märtyrer den Kampf gegen den Terrorismus anzufeuern. Howie und Jody haben sich währenddessen in Saint-Tropez vergnügt, sie in der Oper und er am Strand, genau umgekehrt als ursprünglich geplant. |           |                                |                         |                      |                                       |                      |                                              |
| 84 | 16        | Colt wird Sheriff              | Sheriff Seavers         | 23. Jan. 1985        | 18. Nov. 1985                         | Hollingsworth Morse  | Bruce Kalish, Andrew Schneider, David Garber |
| Colt und Howie sollen den Ganoven Lester Vernon, der sich im Anwesen seines Vaters L. V. Vernon versteckt, innerhalb von 48 Stunden verhaften. Der örtliche Sheriff Webb will einen vergifteten See untersuchen. Weil der zu einer Fläche gehört, die L. V. Gerade verkaufen will, lässt er Webb von seinem Vorarbeiter Slade ermorden. Colt verfolgt Slade und setzt ihn fest. Zum Dank wird er vorübergehend zum Sheriff berufen - und macht Howie zum Hilfssheriff, unterstützt von der Polizistin Rita. Howie verhaftet zunächst den Schläger Harvey, der nur deshalb in die Gefängniszelle will, um von dort eine historische Münze zurückzuholen, die er nach einem Diebstahl in der Wand versteckt hatte. Dann verhaftet Howie den gewalttätigen Bazooka Beckham und dessen Bruder Jack, der ihn befreien will. Ihnen hat die Bank die Hypothek gekündigt. L. V. verspricht dem Vater der beiden, Luthor Beckham, dessen Schulden zu bezahlen, wenn er nicht nur seine Söhne, sondern auch Slade und Lester befreit. Colts Wagen verbrennt, der Polizeiwagen stürzt einen Abhang hinunter, so dass Colt nur mit der historischen Münze beim Gericht anrufen kann, um den See sperren zu lassen, während Howie auf einem konfiszierten Pferd zu L. V. und dessen Anwalt Martin Blaine reitet und die beiden festnimmt.                                                                      |           |                                |                         |                      |                                       |                      |                                              |
| 85 | 17        | Luftkampf                      | Tailspin                | 30. Jan. 1985        | 3. Aug. 1987                          | Lindsley Parsons III | Aubrey Solomon, Steve Greenberg              |
| Der Bankräuber Nick Starrett wird beim Vergraben der Beute von dem Kunstflieger Bill Hillman beobachtet. Hillman gräbt das Geld wieder aus, das er dringend für die Reparatur seiner Flugzeuge benötigt. Seiner Tochter Kathy erzählt er, es sei ein Kredit der Colorado-Bank. Nachdem Starrett auf Kaution frei ist, setzt er sich mit seinem Komplizen Logan auf die Spur des Geldes. Colt, Howie und Jody begeben sich nach Oregon, wo der Flugzirkus gerade gastiert. Colt führt einen 10-fachen Looping vor und wird von Hillman engagiert. Doch die beiden Ganoven können mit dem Geld entkommen und nehmen Kathy als Geisel, in die sich Colt verliebt hat. Colt und Hillman folgen ihnen mit einem Doppeldecker. Nach einer Notlandung schaffen sie es, Kathy zu befreien und die Ganoven festzusetzen. |           |                                |                         |                      |                                       |                      |                                              |
| 86 | 18        | Zwei Stuntmen für den Weltraum | High Orbit              | 6. Feb. 1985         | 27. Jan. 1986                         | Daniel Haller        | Stuart Jacobs, Barry Jacobs                  |
| Colt und Howie sollen bei Filmaufnahmen mit der Raumfähre Enterprise mitwirken. Für die Filmmacher Markovic und Sam Affler sind die Aufnahmen aber nur ein Vorwand, um durch den Elektronik-Experten Ralf Colmanger einen 10 Millionen Dollar teuren Steuerchip aus der Raumfähre stehlen zu lassen. Weil Colt dabei im Weg ist, soll er verunglücken. Der für die Technik verantwortliche NASA-Experte Nick Connelly kann nicht verhindern, dass der manipulierte Windkanal Colt wegbläst. Außerdem wird Colts Auto nach dem Abheben an einer Rampe mittels Brandbombe zur Explosion gebracht. Auch Terry, die nach Afflers Vergangenheit sucht, wird beinahe durch eine Autobombe getötet. Um den gestohlenen Chip zurückzuerhalten, wird Markovic per Simulation vorgegaukelt, er sitze im abstürzenden Space Shuttle, woraufhin er das Versteck des Chips preisgibt. |           |                                |                         |                      |                                       |                      |                                              |
| 87 | 19        | Auftritt für Valerie           | Rockabye Baby           | 13. Feb. 1985        | 20. Jan. 1986                         | Hollingsworth Morse  | Lou Shaw, Sam Egan                           |
| Gerade als der Erpresser Niles den Musikproduzenten Woody ermordet, kommt die Nachwuchssängerin Valerie Harbort zufällig hinzu und wird verhaftet. Die Kaution lässt sie verfallen, um den wahren Mörder zu suchen. Colt und Howie wollen sie finden, um die Reparatur für Colts Jeep bezahlen zu können. Gemeinsam mit Valeries Vater fahren sie zuerst nach San Diego, wo Valerie die Temptations aufsucht, um Woodys Gehilfen Ace zu befragen. Bei der Verfolgung durch Niles Männer geht Howies Auto in Flammen auf. Valerie findet Ace in Long Beach, wo gerade La Toya Jackson auftritt und Jodys Auto ein Raub der Flammen wird. Weil Valerie im Vorprogramm der Four Tops auftreten will, fährt sie nach Las Vegas, wo Colt auf Terry trifft und auch noch deren Auto bei der Verfolgung von Niles abfackelt. Dennoch kann Colt Niles fassen, und Valerie absolviert erfolgreich ihren ersten großen Auftritt. |           |                                |                         |                      |                                       |                      |                                              |
| 88 | 20        | Computerkinder                 | Spring Break            | 20. Feb. 1985        | 3. Feb. 1986                          | Ted Lange            | Aubrey Solomon, Steve Greenberg              |
| Der Computerfreak Sheldon Dowt wird von seinem Kommilitonen Jack Kesslin überredet, die vorgesehenen Examensaufgaben von Professor Brewster heimlich auf Diskette zu kopieren. Zur Belohnung für ihn fahren sie gemeinsam nach Palm Springs, wo sich auch viele Studentinnen vergnügen. Brewster hat jedoch Geschäfte mit der Unterwelt gemacht hat und die betreffenden Unterlagen auf der gleichen Diskette gespeichert. Seinem Kollegen Miles Poplin, der dahintergekommen ist, wurden die Unterschlagungen in die Schuhe geschoben. Um sich zu entlasten, fährt er den beiden Studenten ebenso nach Palm Springs hinterher wie der Unterweltchef Ed Simmons mit seinen Leuten, sowie Colt, Howie und Jody, die eigentlich Poplin festsetzen sollen. Nachdem Jody und Kesslin von Simons gekidnappt wurden, kann Dowt die Mitglieder seiner Football-Mannschaft überreden, Colt und Howie zu unterstützen, um Simmons festzusetzen. |           |                                |                         |                      |                                       |                      |                                              |
| 89 | 21        | Doppelgänger gesucht           | Split Image             | 27. Feb. 1985        | 24. Feb. 1986                         | Daniel Haller        | Andrew Schneider                             |
| Colt und Howie sollen nach San Diego reisen und dort den Kautionsflüchtigen Martin Gates festsetzen. Der hat gerade von dem Rauschgiftboss Earl Hollis Kokain im Wert von zwei Millionen Dollar ergaunert. Weil er dessen Rache fürchtet, beauftragt er seine Geliebte Syrena, den Schuhverkäufer Warren Purpur zu umgarnen, weil der ihm sehr ähnlich sieht. Er hofft, dass Hollis’ Männer Warren kalt machen - und er selbst ungeschoren davonkommt. Doch Syrena verliebt sich in den freundlichen Warren. Colt und Howie nehmen den Doppelgänger gefangen, merken das aber. Sie lassen sich von Warren helfen, der sich nun in ihrem Auftrag als Gates ausgibt, so dass ihnen der echte Gates ins Netz geht. |           |                                |                         |                      |                                       |                      |                                              |
| 90 | 22        | Die Hochstaplerfamilie         | Skip Family Robinson    | 6. März 1985         | 17. Feb. 1986                         | Tom Connors          | David Garber, Bruce Kalish                   |
| Der Hochstapler Shelby Robinson hat zufällig den Kriminellen Nick Spyros gesehen, bevor dieser im Kurort La Quintera sein Gesicht umoperieren lässt. Der Hotelbesitzer, Nicks Bruder George, hängt Shelby deshalb einen Diebstahl an, um ihn loszuwerden. Nachdem Terry seine Kaution gestellt hat, reist er umgehend wieder nach La Quinteras, um sich zu rächen. Colt reist als Millionär dorthin, mit Howie als Chauffeur und Jody als Lockvogel. Sie können ihn zwar festsetzen und vor zwei Killern Robinsons beschützen, aber Shelbys Töchter Erika und Claudia können ihn mit einem fingierten Autounfall wieder befreien. Nachdem Colt ihn erneut zu fassen bekommt, muss Howie mittlerweile fünf gefangene Komplizen von George bewachen und verköstigen. Um herauszufinden, ob Georges Bruder Nick tatsächlich wieder vor Ort ist, gibt Jody bei einem Rendezvous George ein Mittel ins Getränk, so dass er ins Krankenhaus muss. Dort gibt sich Colt als Arzt aus und eröffnet George, dass dieser dringend eine neue Niere benötigt, aber kein Spender zur Verfügung steht. George telefoniert aus Angst Nick herbei, der so festgenommen werden kann. |           |                                |                         |                      |                                       |                      |                                              |
| 91 | 23        | Lösegeld für Howie             | Reel Trouble            | 10. Apr. 1985        | 24. Aug. 1987                         | Daniel Haller        | Andrew Schneider, Sam Egan                   |
| Colt reist mit Howie, Jody, und vier anderen Stuntfrauen zu Dreharbeiten in die Türkei. Eine davon ist Kathy, die übermotiviert ist und seine Stunt-Anweisungen missachtet. Der Haschisch-Händler Kamal lässt die Filmrollen stehlen und verlangt eine Million Dollar für die Rückgabe. Der Agent der Filmversicherung, Mr. Royce, beauftragt Colt, die Filme zu finden und zurückzubringen. Das missglückt jedoch und Howie wird gekidnappt. Kamal erhöht das Lösegeld daraufhin auf zwei Millionen Dollar. Mit Hilfe eines einheimischen Unterstützers und der vier Stuntfrauen versucht Colt, Howie zu befreien, was aber nur mit der Unterstützung durch die Regierungspolizei gut ausgeht |           |                                |                         |                      |                                       |                      |                                              |